# Hangul
Alfabetul coreean, cunoscut drept hangul în Coreea de Sud ( ascultă (ajutor·info)) și drept chosŏn'gŭl în Coreea de Nord, este sistemul de scriere oficial modern al limbii coreene. Literele corespunzătoare celor cinci consoane de bază reflectă formele organelor vorbirii în timp ce le pronunță, iar ele sunt modificate sistematic pentru a indica trăsături fonetice; într-un mod asemănător, literele corespunzătoare vocalelor sunt modificate sistematic pentru a descrie sunete similare; hangul este, așadar, un sistem de scriere descriptiv. El a mai fost descris și drept un „alfabet silabic”, fiindcă el combină elemente găsite în sistemele de scriere alfabetice și silabice, cu toate că nu este neapărat o abugida.
Hangul a fost creat în 1443 de către Sejong cel Mare de Joseon în încercarea de a sprijini alfabetizarea populației, servind ca un complement (sau o alternativă) sistemului logografic chino-coreean hanja, care fusese folosit pentru limba coreeană încă din perioada Gojoseon, alături de chineza clasică. În consecință, hangul a fost inițial respins și discreditat de către clasa educată coreeană. El a devenit cunoscut sub numele de eonmun (언문／諺文 – „scriere vernaculară”) și a devenit sistemul principal de scriere a coreenei abia în secolul al XX-lea, după terminarea ocupației japoneze a Coreei.
Ortografia modernă în hangul se folosește de 24 de litere simple: 14 litere-consoană și 10 litere-vocală. Există și 27 de litere complexe, formate prin combinarea literelor de bază: 5 litere-consoană tari/încordate, 11 litere-consoană complexe și 11 litere-vocală complexe. Patru litere din alfabetul original nu mai sunt folosite: o literă-vocală și trei litere-consoană. Literele coreene se scriu în blocuri silabice, literele fiind aranjate bidimensional. De exemplu, cuvântul pentru „albină” se scrie 꿀벌 (kkul beol), nu ㄲㅜㄹㅂㅓㄹ (kk u l b eo l). Silabele încep cu o consoană, urmată de o vocală, și apoi (opțional) de o altă consoană numită batchim (받침). Dacă silaba începe cu un sunet vocalic, consoana ㅇ (ng) este folosită pe post de înlocuitor mut.
Silabele pot începe cu consoane simple sau tari, dar nu complexe. Vocala poate fi simplă sau complexă, iar cea de-a doua consoană poate fi simplă, complexă sau poate face parte dintr-un set restrâns de consoane tari. Structura grafică a silabei depinde de forma liniei de bază a vocalei: orizontală, verticală sau mixtă. Dacă linia de bază e verticală, atunci prima consoană și vocala se scriu de la stânga la dreapta, deasupra celei de-a doua consoane (dacă este prezentă); dacă linia de bază e orizontală, toate componentele sunt scrise de sus în jos; dacă există o linie de bază orizontală și una verticală, vocala complexă împrejmuiește prima consoană în jos și la dreapta, fiind apoi urmată de a doua consoană dedesubt (dacă este prezentă). Componentele unei consoane duble/complexe se scriu de la stânga la dreapta.
La fel ca scrierea tradițională în chineză și japoneză, blocurile silabice din coreeană erau tradițional înșiruite de sus în jos, continuând cu coloane noi spre stânga; astfel de aranjamente pot fi folosite și astăzi în scop stilistic. În zilele noastre, însă, blocurile se înșiruie de la stânga la dreapta, continuând cu rânduri noi în jos, cu spații între cuvinte (care nu se folosesc în celelalte două limbi).
Hangul este grafia oficială în Peninsula Coreeană, atât în Nord, cât și în Sud, și este co-oficial în Prefectura Autonomă Coreeană Yanbian și în Comitatul Autonom Coreean Changbai din provincia chineză Jilin.

## Denumiri

### Denumiri oficiale
Alfabetul coreean a fost inițial denumit hunminjeongeum (훈민정음) de către regele Sejong în 1443. Hunminjeongeum este și denumirea documentului din 1446 care explică logica și știința din spatele acestui alfabet.
Denumirea hangul/hangeul (한글) a fost introdusă în 1912 de lingvistul coreean Ju Si-gyeong. Ea combină cuvântul coreean antic han (한 – „mare”) și termenul geul (글 – „scriere”). Cuvântul Han se poate referi și la Coreea în general; așadar, denumirea poate însemna și „scriere coreeană”. Numele a fost romanizat în diferite moduri:
- hangeul sau han-geul în Romanizarea Revizuită a Limbii Coreene, folosită și încurajată de guvernul sud-coreean;
- han'gŭl, în sistemul McCune–Reischauer, este deseori preluat cu inițială majusculă și fără diacritice în limba engleză (Hangul) și apare astfel în multe dicționare de limbă engleză; dicționarele de limbă română nu includ vreo variantă a acestui cuvânt, însă secțiunea românească din CLDR conține „hangul” cu literă mică și fără diacritice;[13]
- hān kul în romanizarea Yale, un sistem recomandat pentru studii lingvistice tehnice.

În Coreea de Nord, denumirea preferată este chosŏn'gŭl (조선글), după Chosŏn/Joseon, numele nord-coreean al Coreei. Coreea de Nord folosește o versiune modificată a sistemului McCune–Reischauer în scopul romanizării, astfel că reprezentarea latină devine josŏn-gŭl.

### Alte denumiri
Până la mijlocul secolului al XX-lea, elita coreeană prefera să scrie în caractere chinezești, numite hanja. Grafia era denumită și jinseo (진서／真書 – „litere adevărate”). Conform unor relatări, elita folosea nume batjocoritoare pentru alfabetul coreean, precum amkeul (암클 – „scriere femeiască”) și ahaetgeul (아햇글 – „scriere de copii”), însă nu există dovezi scrise.
Susținătorii alfabetului coreean foloseau denumirile jeongeum (정음／正音 – „pronunție corectă”), gungmun (국문／國文 – „scriere națională”) și eonmun (언문／諺文 – „scriere vernaculară”).

## Istoric

### Creație
Înainte de crearea alfabetului, coreenii scriau în principal în chineză clasică, în paralel cu câteva sisteme fonetice native apărute cu câteva secole înainte de hangul, cum ar fi idu, hyangchal, gugyeol și gakpil. Totuși, numeroși coreeni din clasele inferioare rămâneau analfabeți, din cauza dificultății învățării unui număr mare de caractere chinezești, în condițiile în care ei deseori nu aveau privilegiul educației organizate. Pentru a promova alfabetizarea populației de rând, cel de-al patrulea rege al dinastiei Joseon, Sejong cel Mare, a creat și promulgat personal un nou alfabet. În ciuda ipotezelor cum că regele Sejong ar fi ordonat unui grup de cărturari numit Sala celor Vrednici să inventeze hangul, consemnări din acea vreme, precum Cronicile Dinastiei Joseon și prefața lui Jeong In-ji la Hunminjeongeum haerye, subliniază că Sejong l-a inventat singur.
Alfabetul coreean a fost proiectat astfel încât oamenii cu puțină educație să poată învăța să scrie și să citească. O zicală populară despre literele din hangul este: „Un om deștept se poate obișnui cu ele într-o dimineață; chiar și un om prost le poate învăța în zece zile”.

O pagină din Hunminjeongeum eonhae. Coloana a treia de la stânga (나랏〮말〯ᄊᆞ미〮), are la stânga blocurilor silabice diacritice ce denotă accentul de înălțime.

Proiectul a fost finalizat în decembrie 1443–ianuarie 1444, și descris în 1446 într-un document intitulat Hunminjeongeum (훈〮민져ᇰ〮ᅙᅳᆷ／訓民正音 – „Pronunția corectă pentru educarea poporului”), de la care a venit însuși numele alfabetului. Data publicării lucrării, 9 octombrie, este considerată Ziua Hangul în Coreea de Sud. Echivalentul nord-coreean, Ziua Chosŏn'gŭl, este pe 15 ianuarie.
Un alt document, publicat în 1446 și intitulat Hunminjeongeum haerye (訓民正音解例 – „Explicații și exemple ale pronunției corecte pentru educarea poporului”), a fost descoperit în 1940. Documentul explică formele literelor-consoană în conformitate cu fonetica articulatorie, și pe cele ale literelor-vocală în conformitate cu principiile de yin–yang și armonie vocalică.

### Opoziție
Hangul s-a lovit de opoziția elitei educate, precum Choe Man-ri și alți cărturari confucianiști coreeni în jurul anului 1440; aceștia considerau hanja drept singura grafie legitimă și vedeau în hangul o amenințare la statutul lor. Totuși, hangul a intrat în cultura populară, așa cum dorea Sejong, fiind folosit mai ales de femei și de scriitori de povești din popor.
Regele Yeonsan, al zecelea, a interzis studiul și uzul alfabetului în 1504, după publicarea unui document care îl critica. Similar, regele Jungjong, al unsprezecelea, a abolit în 1506 Ministerul de Eonmun, instituție guvernamentală ce se ocupa cu studiul alfabetului coreean.

### Renaștere

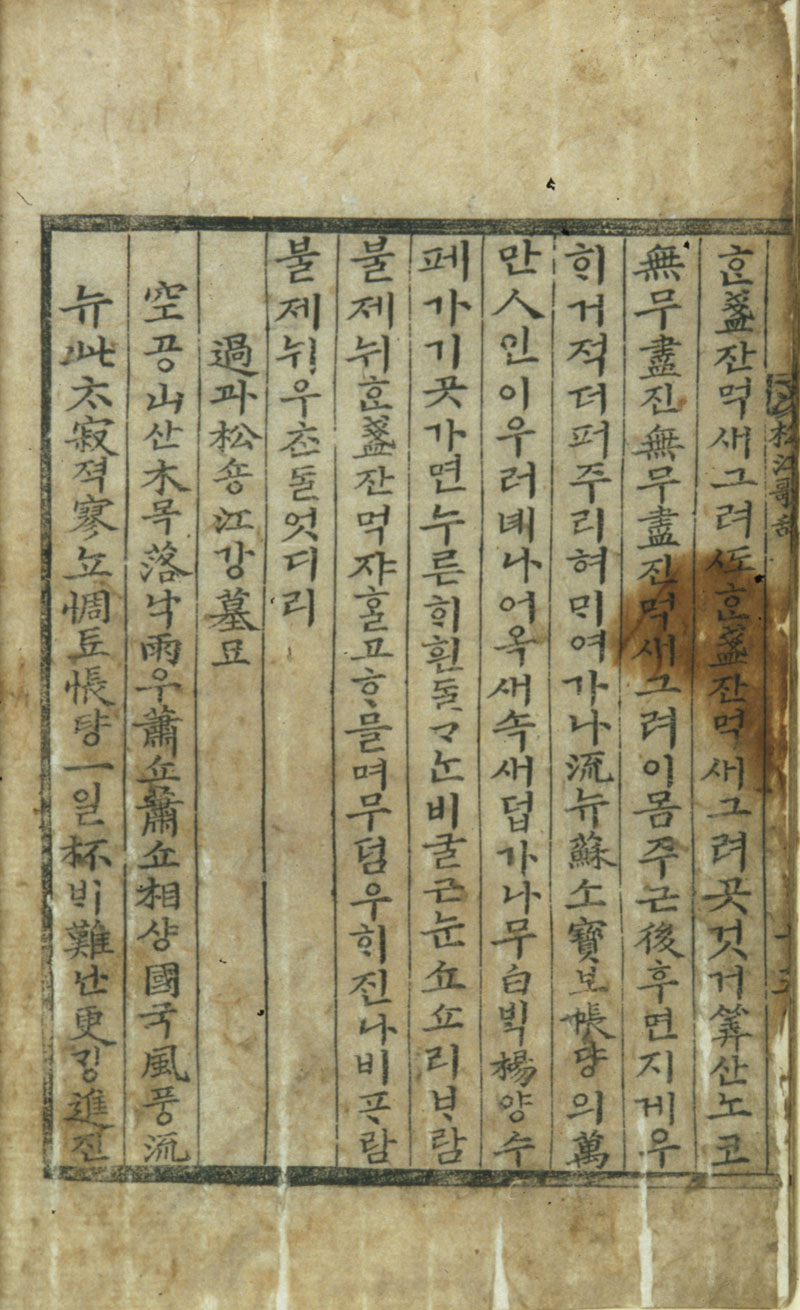
Songganggasa, o colecție de poezii de Jeong Cheol, publicată în 1768.

Sfârșitul secolului al XVI-lea a cunoscut o renaștere a alfabetului coreean, întâi cu popularitatea literaturii gasa, și apoi cu cea a literaturii sijo. În secolul al XVII-lea, romanele în hangul au devenit un gen popular. Totuși, circulația îndelungată a alfabetului fără standardizare a făcut ca ortografia să devină destul de neregulată.
În 1796, cărturarul olandez Isaac Titsingh a devenit prima persoană care a adus în Vest o carte scrisă în coreeană. Colecția sa conținea și Sangoku tsūran zusetsu (三国通覧図説? „O descriere ilustrată a trei țări”) de Hayashi Shihei. Această carte, publicată în Japonia în 1785, descria Regatul Joseon și hangul. În 1832, Fondul de Traducere Orientală al Marii Britanii și al Irlandei a susținut publicarea sumară postumă a traducerii franceze a lui Titsingh.
Datorită popularizării naționalismului coreean în secolul al XIX-lea, influenței susținătorilor Reformei Gabo și promovării alfabetului coreean în școli și în literatură de către misionari din Vest, hangul a fost folosit în documente oficiale pentru prima oară în 1894. Textele studiate în școli primare au început să folosească hangul în 1895, iar Dongnipsinmun, inaugurat în 1896, a devenit primul ziar imprimat și în hangul, și în engleză.

### Reforme și interdicții sub conducerea japoneză
După anexarea japoneză din 1910, japoneza a devenit limba oficială în Coreea. Totuși, hangul se preda în continuare în școlile coreene construite după anexare, iar coreeana se scria într-o grafie amestecată hanja–hangul, în care majoritatea rădăcinilor se scriau în hanja, iar sufixele gramaticale, în hangul, similar cu amestecul kanji–kana întâlnit în japoneza de astăzi. Japonia a interzis literatura coreeană timpurie, iar educația publică a devenit obligatorie pentru copii.
Ortografia a fost parțial standardizată în 1912, astfel că ㆍ (arae-a, o vocală care mai târziu a dispărut din coreeană) a fost limitată numai la rădăcini chino-coreene, consoanele tari au fost reduse la doar ㅺ sg, ㅼ sd, ㅽ sb, ㅆ ss și ㅾ sj, iar consoanele finale au fost reduse la ㄱ g, ㄴ n, ㄹ l, ㅁ m, ㅂ b, ㅅ s, ㅇ ng, ㄺ lg, ㄻ lm și ㄼ lb. ㄷ d a fost înlocuit, la final de silabă, cu ㅅ s. Vocalele lungi erau marcate cu un punct diacritic la stânga silabei, însă s-a renunțat la această practică în 1921.
O a doua reformă colonială a fost adoptată în 1930. Arae-a a dispărut, consoanele tari au fost schimbate în ㄲ kk, ㄸ tt, ㅃ pp, ㅆ ss și ㅉ jj; au fost permise mai multe consoane finale (ㄷ d, ㅈ j, ㅌ t, ㅊ ch, ㅍ p, ㄲ kk, ㄳ gs, ㄵ nj, ㄾ lt, ㄿ lp, ㅄ bs), făcând ortografia mai morfofonemică. Consoana dublă ㅆ ss se scria independent (fără vocală) atunci când apărea între substantive, iar particula nominală 가 ga a fost introdusă după vocale, înlocuind particula 이 i.
Ju Si-gyeong, lingvistul care a inventat termenul hangul („marea scriere”), care a înlocuit termenul eonmun („scrierea vernaculară”) în 1912, a fondat Societatea de Cercetare a Limbii Coreene (朝鮮語研究會; mai târziu redenumită în Societatea de Hangul: 한글學會), care a adus, în continuare, reforme legate de ortografie, cu Sistemul Standardizat de Hangul (한글 맞춤법 통일안) din 1933. Schimbarea principală a fost de a face hangul cât mai morfofonemic posibil, folosind literele existente. În 1940, s-a publicat un sistem pentru transliterarea de ortografii străine.
Limba coreeană a fost, însă, interzisă în școli în 1938, ca parte a politicii japoneze de asimilare culturală; interdicția a fost extinsă la publicații de limbă coreeană în 1941.

### Continuarea reformelor
Ortografia modernă definitivă a fost publicată în 1946, la scurt timp de la obținerea independenței. În 1948, Coreea de Nord a încercat să facă grafia perfect morfofonemică prin adăugarea de noi litere, iar în 1953, Syngman Rhee a încercat să simplifice ortografia din Coreea de Sud, revenind la ortografia colonială din 1921, însă ambele reforme au fost abandonate după doar câțiva ani.
Ambele Corei au folosit hangul sau hangul amestecat ca unică grafie oficială, cea în hanja devenind din ce în ce mai puțin utilizată, mai ales în Nord.

#### În Coreea de Sud
Începând din anii 1970, hanja a început să cunoască un declin treptat în texte comerciale și neoficiale în Sud sub intervenția guvernului, astfel încât unele ziare sud-coreene au început să folosească hanja doar pentru abrevieri sau pentru dezambiguizarea omonimelor.
Totuși, din moment ce documentele, literatura și cronicile coreene de-a lungul istoriei au fost scrise mai mult în chineza clasică, este în continuare importantă o bună cunoaștere practică a caracterelor chinezești, mai ales în învățământul superior, pentru interpretarea și studierea textelor vechi din Coreea sau pentru citirea textelor didactice legate de științele umaniste.
Competențele la nivel înalt în hanja sunt utile și pentru înțelegerea etimologiei cuvintelor chino-coreene și pentru lărgirea vocabularului personal.

#### În Coreea de Nord
Coreea de Nord a instaurat chosŏn'gŭl drept unică grafie oficială în 1949, la ordinele lui Kim Ir-sen, interzicând folosirea de hanja.

### Alte limbi

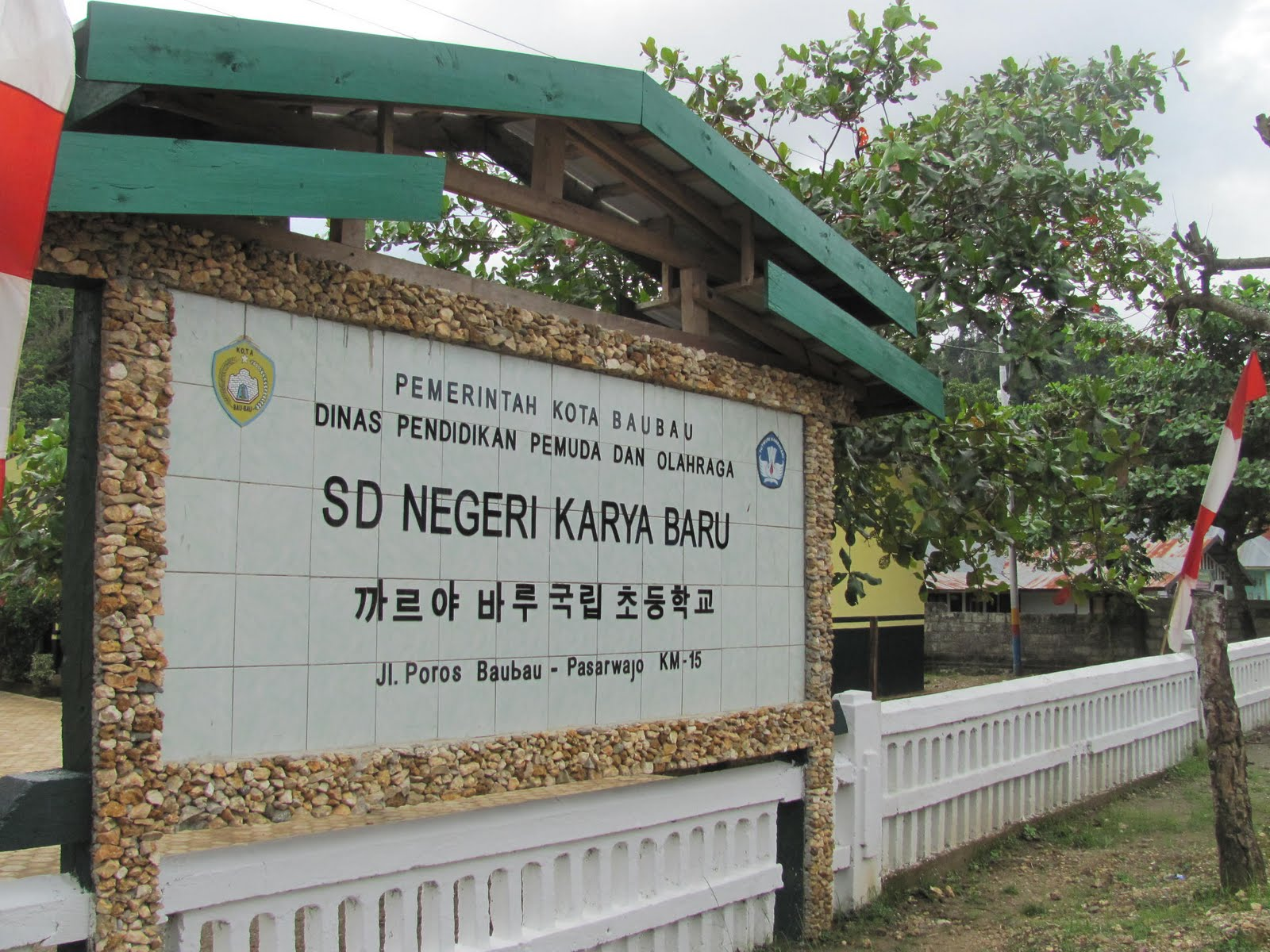
Semn aparținând unei școli primare din Baubau, Indonezia, scris în indoneziană și coreeană (în litere latine și hangul, respectiv).

Unii lingviști, precum Hsu Tsao-te⁠(zh)[traduceți] și Ang Ui-jin⁠(zh)[traduceți], au încercat să construiască sisteme folosind hangul, cu reguli modificate, pentru transcrierea taiwanezei hokkien, însă utilizarea caracterelor chinezești s-a dovedit a fi cea mai practică soluție, fiind încurajată de Ministerul Educației din Taiwan.
Societatea de Hunminjeongeum din Seul a încercat să extindă utilizarea de hangul pentru unele limbi asiatice fără grafie. În 2009, hangul a fost neoficial adoptat de orașul Baubau, din Sulawesi, Indonezia, pentru scrierea limbii cia-cia.
Un număr de vorbitori indonezieni de cia-cia care au vizitat Seulul în decembrie 2009 au generat atenție majoră din partea mass-mediei din Coreea de Sud și au fost salutați la sosire de către Oh Se-hoon, primarul Seulului. Totuși, s-a confirmat în octombrie 2012 că încercările de a răspândi hangul în Indonezia eșuaseră.

## Litere
Literele din hangul se numesc jamo (자모／字母). În alfabetul modern, există 19 consoane (자음) și 21 de vocale (모음). Ele au primit denumiri pentru prima dată în Hunmongjahoe (훈몽자회／訓蒙字會), un manual scris în hanja de Choe Se-jin.

### Consoane

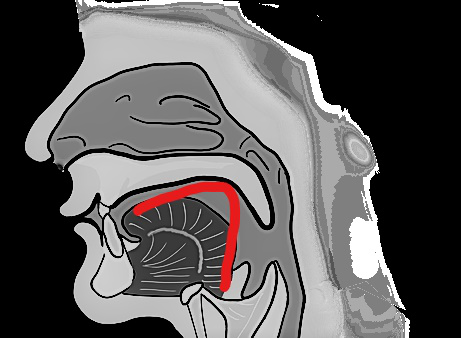
Forma limbii în timp ce pronunță ㄱ (g).

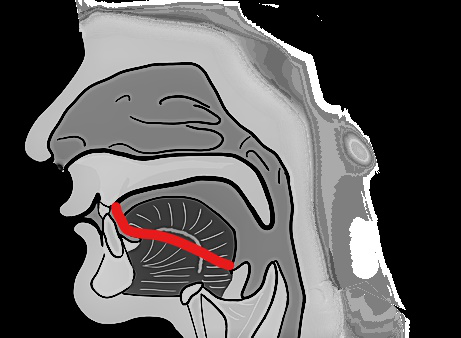
Forma limbii în timp ce pronunță ㄴ (n).

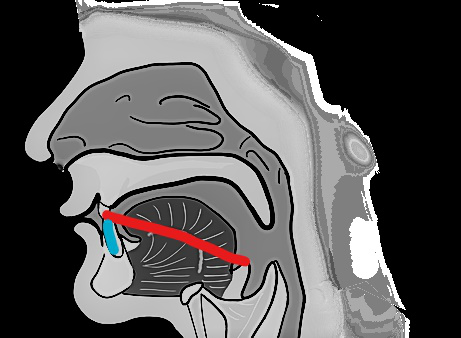
Forma dinților și a limbii în timp ce pronunță ㅅ (s).

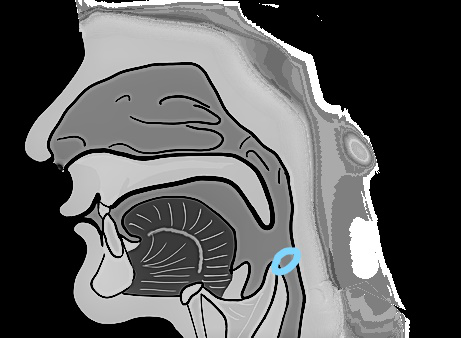
ㅇ (ng) imită laringele.

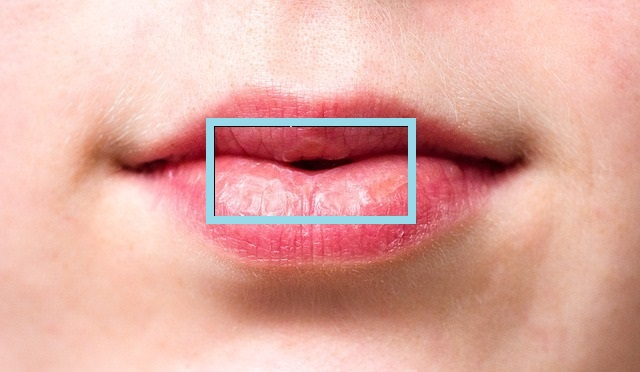
ㅁ (m) imită gura închisă.

Tabelul de mai jos arată toate cele 19 consoane în ordinea alfabetică sud-coreeană, cu echivalente în Romanizarea Revizuită pentru fiecare literă și cu pronunții în Alfabetul Fonetic Internațional.
| Hangul   | Hangul        | ㄱ  | ㄲ  | ㄴ  | ㄷ  | ㄸ  | ㄹ  | ㅁ  | ㅂ  | ㅃ  | ㅅ  | ㅆ  | ㅇ  | ㅈ   | ㅉ   | ㅊ    | ㅋ   | ㅌ   | ㅍ   | ㅎ  |
| Inițială | Romanizare    | g   | kk  | n   | d   | tt  | r   | m   | b   | pp  | s   | ss  | -   | j    | jj   | ch    | k    | t    | p    | h   |
| Inițială | AFI           | /k/ | /k͈/ | /n/ | /t/ | /t͈/ | /l/ | /m/ | /p/ | /p͈/ | /s/ | /s͈/ | –   | /t͡ɕ/ | /t͈͡ɕ͈/ | /t͡ɕʰ/ | /kʰ/ | /tʰ/ | /pʰ/ | /h/ |
| Finală   | Romanizare    | k   | k   | n   | t   | –   | l   | m   | p   | –   | t   | t   | ng  | t    | –    | t     | k    | t    | p    | t   |
| Finală   | Transliterare | g   | kk  | n   | d   | –   | l   | m   | b   | –   | s   | ss  | ng  | j    | –    | ch    | k    | t    | p    | h   |
| Finală   | AFI           | /k/ | /k/ | /n/ | /t/ | –   | /l/ | /m/ | /p/ | –   | /t/ | /t/ | /ŋ/ | /t/  | –    | /t/   | /k/  | /t/  | /p/  | /t/ |

ㅇ nu este pronunțat în poziție inițială; el este doar un înlocuitor atunci când silaba începe cu vocală. ㄸ, ㅃ și ㅉ nu se folosesc niciodată în poziție finală.
Consoanele sunt categorisite în obstruente (sunete produse prin oprirea fluxului de aer sau prin canalizarea acestuia printr-o fantă îngustă) și sonante (sunete produse prin expulzarea aerului fără obstrucții la nivelul gurii și/sau a nasului). Tabelul de mai jos listează consoanele coreene după categoriile și subcategoriile din care fac parte.
|            |           |           | Bilabiale | Alveolare | Alveolopalatale | Velare  | Glotale |
| ---------- | --------- | --------- | --------- | --------- | --------------- | ------- | ------- |
| Obstruente | Oclusive  | Laxe      | p (ㅂ)    | t (ㄷ)    |                 | k (ㄱ)  |         |
| Obstruente | Oclusive  | Încordate | p͈ (ㅃ)    | t͈ (ㄸ)    |                 | k͈ (ㄲ)  |         |
| Obstruente | Oclusive  | Aspirate  | pʰ (ㅍ)   | tʰ (ㅌ)   |                 | kʰ (ㅋ) |         |
| Obstruente | Fricative | Laxe      |           | s (ㅅ)    |                 |         | h (ㅎ)  |
| Obstruente | Fricative | Încordate |           | s͈ (ㅆ)    |                 |         |         |
| Obstruente | Africate  | Laxe      |           |           | t͡ɕ (ㅈ)         |         |         |
| Obstruente | Africate  | Încordate |           |           | t͈͡ɕ͈ (ㅉ)         |         |         |
| Obstruente | Africate  | Aspirate  |           |           | t͡ɕʰ (ㅊ)        |         |         |
| Sonante    | Nazale    | Nazale    | m (ㅁ)    | n (ㄴ)    |                 | ŋ (ㅇ)  |         |
| Sonante    | Laterale  | Laterale  |           | l (ㄹ)    |                 |         |         |

Toate obstruentele coreene sunt surde — laringele nu vibrează în timpul producerii sunetului — și sunt distinse după nivelul de aspirare și încordare. Consoanele încordate sunt produse prin comprimarea corzilor vocale, iar cele aspirate, prin deschiderea lor.
Sonantele coreene sunt sonore.

### Asimilarea consoanelor
Pronunția unei consoane la final de silabă poate fi afectată de litera următoare și vice-versa. Tabelul de mai jos descrie aceste reguli de asimilare. Celulele gri arată cazurile în care nu se petrece nicio schimbare.
| a) + b)                                 | a) + b)                | b) Consoana de la începutul celei de-a doua silabe | b) Consoana de la începutul celei de-a doua silabe | b) Consoana de la începutul celei de-a doua silabe | b) Consoana de la începutul celei de-a doua silabe | b) Consoana de la începutul celei de-a doua silabe | b) Consoana de la începutul celei de-a doua silabe | b) Consoana de la începutul celei de-a doua silabe | b) Consoana de la începutul celei de-a doua silabe | b) Consoana de la începutul celei de-a doua silabe | b) Consoana de la începutul celei de-a doua silabe |
| a) + b)                                 | a) + b)                | ㄱ [k]                                             | ㄴ [n]                                             | ㄷ [t]                                             | ㄹ [ɾ]                                             | ㅁ [m]                                             | ㅂ [p]                                             | ㅅ [s]                                             | ㅇ (mut)                                           | ㅈ [t͡ɕ]                                            | ㅎ [h]                                             |
| --------------------------------------- | ---------------------- | -------------------------------------------------- | -------------------------------------------------- | -------------------------------------------------- | -------------------------------------------------- | -------------------------------------------------- | -------------------------------------------------- | -------------------------------------------------- | -------------------------------------------------- | -------------------------------------------------- | -------------------------------------------------- |
| a) Consoana de la finalul primei silabe | ㄱ, ㄲ, ㅋ [k̚]         | [k̚k͈]                                               | [ŋn]                                               | [k̚t͈]                                               | [ŋn]                                               | [ŋm]                                               | [k̚p͈]                                               | [k̚s͈]                                               | [ɡ], [k͈], [kʰ]                                     | [k̚t͈͡ɕ͈]                                              | [kʰ]                                               |
| a) Consoana de la finalul primei silabe | ㄴ [n]                 | [nɡ]                                               | [nn]                                               | [nd]                                               | [ɭɭ]/[nn]                                          | [nm]                                               | [nb]                                               | [ns]                                               | [n]                                                | [nd͡ʑ]                                              | [nh]                                               |
| a) Consoana de la finalul primei silabe | ㄷ, ㅅ, ㅆ, ㅊ, ㅌ [t̚] | [t̚k͈]                                               | [nn]                                               | [t̚t͈]                                               | [ɭɭ]/[nn]                                          | [nm]                                               | [t̚p͈]                                               | [t̚s͈]                                               | [d], [s], [s͈], [t͡ɕʰ], [tʰ]                         | [t̚t͈͡ɕ͈]                                              | [tʰ]                                               |
| a) Consoana de la finalul primei silabe | ㅈ [t̚]                 | [t̚k͈]                                               | [nn]                                               | [t̚t͈]                                               | [ɭɭ]/[nn]                                          | [nm]                                               | [t̚p͈]                                               | [t̚s͈]                                               | [d͡ʑ]                                               | [t̚t͈͡ɕ͈]                                              | [t͡ɕʰ]                                              |
| a) Consoana de la finalul primei silabe | ㄹ [ɭ]                 | [ɭɡ]                                               | [nn]                                               | [ɭd]                                               | [ɭɭ]                                               | [ɭm]                                               | [ɭb]                                               | [ɭs]                                               | [ɾ]                                                | [ɭd͡ʑ]                                              | [ɭh]/[ɾ]                                           |
| a) Consoana de la finalul primei silabe | ㅁ [m]                 | [mɡ]                                               | [mn]                                               | [md]                                               | [mn]                                               | [mm]                                               | [mb]                                               | [ms]                                               | [m]                                                | [md͡ʑ]                                              | [mh]                                               |
| a) Consoana de la finalul primei silabe | ㅂ, ㅍ [p̚]             | [p̚k͈]                                               | [mn]                                               | [p̚t͈]                                               | [mn]                                               | [mm]                                               | [p̚p͈]                                               | [p̚s͈]                                               | [b], [pʰ]                                          | [p̚t͈͡ɕ͈]                                              | [pʰ]                                               |
| a) Consoana de la finalul primei silabe | ㅇ [ŋ]                 | [ŋɡ]                                               | [ŋn]                                               | [ŋd]                                               | [ŋn]                                               | [ŋm]                                               | [ŋb]                                               | [ŋs]                                               | [ŋ]                                                | [ŋd͡ʑ]                                              | [ŋh]                                               |
| a) Consoana de la finalul primei silabe | ㅎ [t̚]                 | [kʰ]                                               | [n]                                                | [tʰ]                                               | [ɾ]                                                | [m]                                                | [pʰ]                                               | [s͈]                                                | ∅                                                  | [t͡ɕʰ]                                              | [tʰ]                                               |

Asimilarea consoanelor se petrece ca rezultat al sonorizării intervocalice. Atunci când sunt înconjurate de vocale sau consoane sonante (precum ㅁ /m/ sau ㄴ /n/), oclusivele vor prelua caracteristicile sunetelor din jur. Din moment ce oclusivele simple (precum ㄱ /k/) se produc cu corzile vocale relaxate, ele sunt mai susceptibile să fie afectate de sunetele sonante sau sonore din jur (produse cu corzile vocale vibrând).
Mai jos sunt prezentate exemple ce ilustrează cum consoanele laxe (ㄱ /k/, ㄷ /t/, ㅂ /p/, ㅈ /t͡ɕ/) se modifică din cauza poziției în cuvânt. Literele îngroșate evidențiază sonorizarea intervocalică — slăbirea consoanelor laxe surde, devenind sonore:
| ㄱ | 공 [koŋ] – „minge”                         |
| ㄱ | 새 공 [sɛgoŋ] – „minge nouă”               |
| ㄷ | 다 [ta] – „tot”                            |
| ㄷ | 맏 [mat̚] – „cel mai bătrân”                |
| ㄷ | 맏아들 [madadɯɭ] – „cel mai mare fiu”      |
| ㅂ | 밥 [pap̚] – „orez”                          |
| ㅂ | 보리밥 [poɾibap̚] – „orz amestecat cu orez” |
| ㅈ | 죽 [t͡ɕuk̚] – „piure de ovăz”                |
| ㅈ | 콩죽 [kʰoŋd͡ʑuk̚] – „piure de fasole”        |

Consoanele ㄹ și ㅎ suferă și ele o astfel de slăbire. Laterala ㄹ /l/ devine [ɾ] în poziție intervocalică. De exemplu, cuvântul 말 [maɭ] urmat de particula de subiect 이 [i] va deveni [maɾi]. Fricativa ㅎ /h/ este foarte slabă și poate fi elidată, ca în cuvântul 말하다 /malhata/ → [maɾada]. Uneori, în loc să se elideze complet, el poate aspira o consoană adiacentă: 놓다 [notʰa].
Consoanele laxe devin încordate după alte obstruente, din cauză că articularea primei obstruente se produce fără eliberare. Încordarea se poate observa în cuvinte precum 입구 [ip̚k͈u].
Consoanele din hangul pot fi combinate într-unul din 11 grupuri posibile, care întotdeauna apar la final de silabă: ㄳ, ㄵ, ㄶ, ㄺ, ㄻ, ㄼ, ㄽ, ㄾ, ㄿ, ㅀ, ㅄ.
| a) + b)                                           | a) + b) | Pronunție în izolare | b) Consoana de la începutul celei de-a doua silabe | b) Consoana de la începutul celei de-a doua silabe |
| a) + b)                                           | a) + b) | Pronunție în izolare | ㅇ (mut)                                           | ㄷ (d)                                             |
| ------------------------------------------------- | ------- | -------------------- | -------------------------------------------------- | -------------------------------------------------- |
| a) Grupul de consoane de la finalul primei silabe | ㄳ (ks) | [k̚]                  | [k̚s͈]                                               | [k̚t͈]                                               |
| a) Grupul de consoane de la finalul primei silabe | ㄵ (nj) | [n]                  | [nd͡ʑ]                                              | [nt͈]                                               |
| a) Grupul de consoane de la finalul primei silabe | ㄶ (nh) | [n]                  | [n]                                                | [ntʰ]                                              |
| a) Grupul de consoane de la finalul primei silabe | ㄺ (lg) | [k̚]                  | [ɭɡ]                                               | [k̚t͈]                                               |
| a) Grupul de consoane de la finalul primei silabe | ㄻ (lm) | [m]                  | [ɭm]                                               | [mt͈]                                               |
| a) Grupul de consoane de la finalul primei silabe | ㄼ (lb) | [ɭ]/[p̚]              | [ɭb]                                               | [ɭt͈]/[p̚t͈]                                          |
| a) Grupul de consoane de la finalul primei silabe | ㄽ (ls) | [ɭ]                  | [ɭs͈]                                               | [ɭt͈]                                               |
| a) Grupul de consoane de la finalul primei silabe | ㄾ (lt) | [ɭ]                  | [ɭtʰ]                                              | [ɭt͈]                                               |
| a) Grupul de consoane de la finalul primei silabe | ㄿ (lp) | [p̚]                  | [ɭpʰ]                                              | [p̚t͈]                                               |
| a) Grupul de consoane de la finalul primei silabe | ㅀ (lh) | [ɭ]                  | [ɾ]                                                | [ɭtʰ]                                              |
| a) Grupul de consoane de la finalul primei silabe | ㅄ (ps) | [p̚]                  | [p̚s͈]                                               | [p̚t͈]                                               |

În cuvintele în care grupurile de consoane sunt urmate de ㅇ sau ㄷ, grupul este resilabificat printr-un fenomen fonologic numit liaison. În cuvintele în care prima consoană din grup este ㅂ, ㄱ sau ㄴ, articularea se oprește, iar a doua consoană nu poate fi pronunțată. Așadar, în cuvinte precum 값 ⫽kaps⫽, ㅅ nu poate fi articulat, iar cuvântul este pronunțat [kap̚]. De obicei, a doua consoană reapare când e urmată de ㅇ: 값이 ⫽kaps-i⫽ → /kap.s͈i/ → [kap̚.ɕ͈i].

### Vocale
Tabelul de mai jos arată cele 21 de vocale folosite în alfabetul coreean modern, în ordinea alfabetică sud-coreeană, cu echivalente în Romanizarea Revizuită pentru fiecare literă și cu pronunții în Alfabetul Fonetic Internațional.
| Hangul     | ㅏ  | ㅐ  | ㅑ   | ㅒ   | ㅓ  | ㅔ  | ㅕ   | ㅖ   | ㅗ  | ㅘ   | ㅙ   | ㅚ       | ㅛ   | ㅜ  | ㅝ   | ㅞ   | ㅟ       | ㅠ   | ㅡ  | ㅢ     | ㅣ  |
| Romanizare | a   | ae  | ya   | yae  | eo  | e   | yeo  | ye   | o   | wa   | wae  | oe       | yo   | u   | wo   | we   | wi       | yu   | eu  | ui     | i   |
| AFI        | /a/ | /ɛ/ | /ja/ | /jɛ/ | /ʌ/ | /e/ | /jʌ/ | /je/ | /o/ | /wa/ | /wɛ/ | /ø/~/we/ | /jo/ | /u/ | /wʌ/ | /we/ | /y/~/ɥi/ | /ju/ | /ɯ/ | /(ɰ)i/ | /i/ |

În general, vocalele din coreeană sunt separate în două categorii: monoftongi și diftongi. Monoftongii se produc printr-o singură mișcare articulatorie, în timp ce diftongii descriu o schimbare în articulare. Diftongii au două elemente constituente: o semivocală și un monoftong. Există păreri diferite despre câte dintre vocale sunt monoftongi; cea mai mare mulțime propusă conține 10 monoftongi, iar cea mai mică, 8. Această divergență scoate la iveală două dileme: dacă limba are două vocale frontale rotunjite (/ø/ și /y/) și dacă limba are trei niveluri de vocale frontale în funcție de deschidere (adică dacă /ɛ/ și /e/ sunt distincte). Studiile fonologice realizate pe formanți arată că vorbitorii actuali de coreeană standard nu disting vocalele ㅔ și ㅐ.

## Ordine alfabetică
Ordinea alfabetică folosită de hangul se numește ordinea ganada (가나다순), după primele trei consoane și prima vocală din alfabet. Ordinea alfabetică coreeană nu amestecă consoanele și vocalele: întâi apar consoanele velare, apoi cele coronale, labiale, sibilante etc. Vocalele vin după consoane.

### Ordini istorice
Ordinea consoanelor în Hunminjeongeum (1446) era:
ㄱ ㅋ ㆁ ㄷ ㅌ ㄴ ㅂ ㅍ ㅁ ㅈ ㅊ ㅅ ㆆ ㅎ ㅇ ㄹ ㅿ
ㆍ ㅡ ㅣ ㅗ ㅏ ㅜ ㅓ ㅛ ㅑ ㅠ ㅕ
În 1527, Choe Se-jin a reorganizat alfabetul astfel:
ㄱ ㄴ ㄷ ㄹ ㅁ ㅂ ㅅ ㆁ ㅋ ㅌ ㅍ ㅈ ㅊ ㅿ ㅇ ㅎ
ㅏ ㅑ ㅓ ㅕ ㅗ ㅛ ㅜ ㅠ ㅡ ㅣ ㆍ
Aceasta este baza ordinilor alfabetice moderne. Această ordine a venit înainte de apariția consoanelor încordate și înaintea contopirii literelor ㅇ (nul) și ㆁ (ng). Astfel, atunci când guvernele din Coreea de Sud și Coreea de Nord au implementat uzul complet de hangul, ele au ordonat aceste litere în moduri diferite: în Sud s-au grupat literele asemănătoare împreună, iar în Nord literele noi au fost adăugate la finalul alfabetului.

### Ordinea nord-coreeană
Literele noi, duble, sunt poziționate la final, pentru a nu altera ordinea tradițională a restului alfabetului.
ㄱ ㄴ ㄷ ㄹ ㅁ ㅂ ㅅ ㅇ ㅈ ㅊ ㅋ ㅌ ㅍ ㅎ ㄲ ㄸ ㅃ ㅆ ㅉ
ㅏ ㅑ ㅓ ㅕ ㅗ ㅛ ㅜ ㅠ ㅡ ㅣ ㅐ ㅒ ㅔ ㅖ ㅚ ㅟ ㅢ ㅘ ㅝ ㅙ ㅞ
Toate digramele și trigramele, inclusiv vechii diftongi ㅐ și ㅔ, sunt poziționate după vocalele simple, menținând și aici ordinea alfabetică a lui Choe.
Ordinea consoanelor finale este:
(nul) ㄱ ㄳ ㄴ ㄵ ㄶ ㄷ ㄹ ㄺ ㄻ ㄼ ㄽ ㄾ ㄿ ㅀ ㅁ ㅂ ㅄ ㅅ ㅇ ㅈ ㅊ ㅋ ㅌ ㅍ ㅎ ㄲ ㅆ
(„Nul” înseamnă că nu e nicio consoană la final de silabă.)
Spre deosebire de cazurile în care se află în poziție inițială, în poziție finală ㅇ e pronunțat nazal [ŋ]; acest sunet nu apare decât final în limba modernă. Literele duble sunt poziționate la final, ca la ordinea inițialelor, dar consoanele combinate sunt ordonate imediat după primul element constituent.

### Ordinea sud-coreeană
În ordinea sudică, literele duble vin imediat după omoloagele lor simple:
ㄱ ㄲ ㄴ ㄷ ㄸ ㄹ ㅁ ㅂ ㅃ ㅅ ㅆ ㅇ ㅈ ㅉ ㅊ ㅋ ㅌ ㅍ ㅎ
ㅏ ㅐ ㅑ ㅒ ㅓ ㅔ ㅕ ㅖ ㅗ ㅘ ㅙ ㅚ ㅛ ㅜ ㅝ ㅞ ㅟ ㅠ ㅡ ㅢ ㅣ
Vocalele moderne simple apar primele, apoi formele derivate sunt amestecate după forma lor: întâi se adaugă i, apoi se iotacizează, apoi se iotacizează cu i adăugat. Diftongii ce încep cu w se ordonează în concordanță cu ortografierea lor, adică drept ㅗ sau ㅜ plus altă vocală, nu drept digrame separate.
Ordinea consoanelor finale este:
(nul) ㄱ ㄲ ㄳ ㄴ ㄵ ㄶ ㄷ ㄹ ㄺ ㄻ ㄼ ㄽ ㄾ ㄿ ㅀ ㅁ ㅂ ㅄ ㅅ ㅆ ㅇ ㅈ ㅊ ㅋ ㅌ ㅍ ㅎ
Fiecare silabă începe cu o consoană (sau cu un ㅇ mut), urmată de o vocală (de ex. ㄷ + ㅏ = 다). Unele silabe, precum 달 și 닭, au o consoană finală sau un grup final de consoane (받침). Așadar, există 399 de combinații posibile pentru silabe din 2 litere și 10 773 de combinații posibile pentru silabe din mai mult de 2 litere; totalul de blocuri silabice posibile este 11 172.
Standardul național sud-coreean KS X 1026-1 definește o ordine de sortare ce include chiar și litere arhaice din hangul:
- Consoane inițiale: ᄀ, ᄁ, ᅚ, ᄂ, ᄓ, ᄔ, ᄕ, ᄖ, ᅛ, ᅜ, ᅝ, ᄃ, ᄗ, ᄄ, ᅞ, ꥠ, ꥡ, ꥢ, ꥣ, ᄅ, ꥤ, ꥥ, ᄘ, ꥦ, ꥧ, ᄙ, ꥨ, ꥩ, ꥪ, ꥫ, ꥬ, ꥭ, ꥮ, ᄚ, ᄛ, ᄆ, ꥯ, ꥰ, ᄜ, ꥱ, ᄝ, ᄇ, ᄞ, ᄟ, ᄠ, ᄈ, ᄡ, ᄢ, ᄣ, ᄤ, ᄥ, ᄦ, ꥲ, ᄧ, ᄨ, ꥳ, ᄩ, ᄪ, ꥴ, ᄫ, ᄬ, ᄉ, ᄭ, ᄮ, ᄯ, ᄰ, ᄱ, ᄲ, ᄳ, ᄊ, ꥵ, ᄴ, ᄵ, ᄶ, ᄷ, ᄸ, ᄹ, ᄺ, ᄻ, ᄼ, ᄽ, ᄾ, ᄿ, ᅀ, ᄋ, ᅁ, ᅂ, ꥶ, ᅃ, ᅄ, ᅅ, ᅆ, ᅇ, ᅈ, ᅉ, ᅊ, ᅋ, ꥷ, ᅌ, ᄌ, ᅍ, ᄍ, ꥸ, ᅎ, ᅏ, ᅐ, ᅑ, ᄎ, ᅒ, ᅓ, ᅔ, ᅕ, ᄏ, ᄐ, ꥹ, ᄑ, ᅖ, ꥺ, ᅗ, ᄒ, ꥻ, ᅘ, ᅙ, ꥼ, (gol; U+115F)
- Vocale mediale: (gol; U+1160), ᅡ, ᅶ, ᅷ, ᆣ, ᅢ, ᅣ, ᅸ, ᅹ, ᆤ, ᅤ, ᅥ, ᅺ, ᅻ, ᅼ, ᅦ, ᅧ, ᆥ, ᅽ, ᅾ, ᅨ, ᅩ, ᅪ, ᅫ, ᆦ, ᆧ, ᅿ, ᆀ, ힰ, ᆁ, ᆂ, ힱ, ᆃ, ᅬ, ᅭ, ힲ, ힳ, ᆄ, ᆅ, ힴ, ᆆ, ᆇ, ᆈ, ᅮ, ᆉ, ᆊ, ᅯ, ᆋ, ᅰ, ힵ, ᆌ, ᆍ, ᅱ, ힶ, ᅲ, ᆎ, ힷ, ᆏ, ᆐ, ᆑ, ᆒ, ힸ, ᆓ, ᆔ, ᅳ, ힹ, ힺ, ힻ, ힼ, ᆕ, ᆖ, ᅴ, ᆗ, ᅵ, ᆘ, ᆙ, ힽ, ힾ, ힿ, ퟀ, ᆚ, ퟁ, ퟂ, ᆛ, ퟃ, ᆜ, ퟄ, ᆝ, ᆞ, ퟅ, ᆟ, ퟆ, ᆠ, ᆡ, ᆢ
- Consoane finale: (gol), ᆨ, ᆩ, ᇺ, ᇃ, ᇻ, ᆪ, ᇄ, ᇼ, ᇽ, ᇾ, ᆫ, ᇅ, ᇿ, ᇆ, ퟋ, ᇇ, ᇈ, ᆬ, ퟌ, ᇉ, ᆭ, ᆮ, ᇊ, ퟍ, ퟎ, ᇋ, ퟏ, ퟐ, ퟑ, ퟒ, ퟓ, ퟔ, ᆯ, ᆰ, ퟕ, ᇌ, ퟖ, ᇍ, ᇎ, ᇏ, ᇐ, ퟗ, ᆱ, ᇑ, ᇒ, ퟘ, ᆲ, ퟙ, ᇓ, ퟚ, ᇔ, ᇕ, ᆳ, ᇖ, ᇗ, ퟛ, ᇘ, ᆴ, ᆵ, ᆶ, ᇙ, ퟜ, ퟝ, ᆷ, ᇚ, ퟞ, ퟟ, ᇛ, ퟠ, ᇜ, ퟡ, ᇝ, ᇞ, ᇟ, ퟢ, ᇠ, ᇡ, ᇢ, ᆸ, ퟣ, ᇣ, ퟤ, ퟥ, ퟦ, ᆹ, ퟧ, ퟨ, ퟩ, ᇤ, ᇥ, ᇦ, ᆺ, ᇧ, ᇨ, ᇩ, ퟪ, ᇪ, ퟫ, ᆻ, ퟬ, ퟭ, ퟮ, ퟯ, ퟰ, ퟱ, ퟲ, ᇫ, ퟳ, ퟴ, ᆼ, ᇰ, ᇬ, ᇭ, ퟵ, ᇱ, ᇲ, ᇮ, ᇯ, ퟶ, ᆽ, ퟷ, ퟸ, ퟹ, ᆾ, ᆿ, ᇀ, ᇁ, ᇳ, ퟺ, ퟻ, ᇴ, ᇂ, ᇵ, ᇶ, ᇷ, ᇸ, ᇹ

Ordinea de sortare a consoanelor din hangul așa cum este definită în standardul KS X 1026-1
Ordinea de sortare a vocalelor din hangul așa cum este definită în standardul KS X 1026-1

## Denumirile literelor
Literele alfabetului coreean au fost denumite de lingvistul coreean Choe Se-jin în 1527. Coreea de Sud folosește denumirile tradiționale ale lui Choe, dintre care majoritatea urmează modelul <literă> + i + eu + <literă>. Choe a descris aceste denumiri listând caractere hanja cu pronunții similare. Totuși, deoarece silabelor 윽 euk, 읃 eut și 읏 eut nu le corespunde niciun hanja, Choe a dat acestor litere denumirile modificate 기역 giyeok, 디귿 digeut și 시옷 siot, folosind caractere hanja sau silabe coreene native care nu urmau modelul celorlalte.
Inițial, Choe le-a dat literelor ㅈ j, ㅊ ch, ㅋ k, ㅌ t, ㅍ p, ㅎ h numele monosilabice neregulate ji, chi, ki, ti, pi, hi, fiindcă ele nu trebuiau să apară în poziție finală, așa cum s-a specificat în Hunminjeongeum, însă, după stabilirea noii ortografii în 1933, care a permis utilizarea tuturor consoanelor în poziție finală, numele au fost schimbate în cele prezente.
Atât în Coreea de Nord, cât și în Coreea de Sud, denumirile vocalelor sunt aceleași cu sunetele pe care le produc ele.

### În Coreea de Nord
Tabelul de mai jos arată denumirile folosite în Coreea de Nord pentru consoane. Literele sunt aranjate în ordinea alfabetică nord-coreeană, iar denumirile sunt romanizate conform sistemului McCune–Reischauer, folosit la scară largă în Coreea de Nord. Consoanele tari sunt descrise prin cuvântul toen (된 – „tare”). De asemenea, denumirile literelor ㄱ, ㄷ și ㅅ au fost schimbate pentru a urma modelul celorlalte: 시읏 siŭt, nu 시옷 siot.
| Consoană | ㄱ   | ㄴ   | ㄷ   | ㄹ   | ㅁ   | ㅂ   | ㅅ   | ㅇ   | ㅈ    | ㅊ     | ㅋ    | ㅌ    | ㅍ    | ㅎ   | ㄲ        | ㄸ       | ㅃ       | ㅆ       | ㅉ       |
| Denumire | 기윽 | 니은 | 디읃 | 리을 | 미음 | 비읍 | 시읏 | 이응 | 지읒  | 치읓   | 키읔  | 티읕  | 피읖  | 히읗 | 된기윽    | 된디읃   | 된비읍   | 된시읏   | 된지읒   |
| MR       | kiŭk | niŭn | tiŭt | riŭl | miŭm | piŭp | siŭt | iŭng | chiŭt | ch'iŭt | k'iŭk | t'iŭt | p'iŭp | hiŭt | toen'giŭk | toendiŭt | toenbiŭp | toensiŭt | toenjiŭt |

În Coreea de Nord, o modalitate alternativă de referire la o consoană este prin numele <literă> + ŭ (ㅡ), spre exemplu 그 kŭ pentru litera ㄱ, 쓰 ssŭ pentru litera ㅆ etc.

### În Coreea de Sud
Tabelul de mai jos arată denumirile folosite în Coreea de Sud pentru consoane. Literele sunt aranjate în ordinea alfabetică sud-coreeană, iar denumirile sunt romanizate conform Romanizării Revizuite, sistemul oficial de romanizare al Coreei de Sud. Consoanele tari sunt descrise prin cuvântul ssang (쌍 – „pereche”).
| Consoană | ㄱ     | ㄲ          | ㄴ    | ㄷ     | ㄸ          | ㄹ    | ㅁ    | ㅂ    | ㅃ         | ㅅ   | ㅆ        | ㅇ    | ㅈ    | ㅉ         | ㅊ     | ㅋ    | ㅌ    | ㅍ    | ㅎ    |
| Denumire | 기역   | 쌍기역      | 니은  | 디귿   | 쌍디귿      | 리을  | 미음  | 비읍  | 쌍비읍     | 시옷 | 쌍시옷    | 이응  | 지읒  | 쌍지읒     | 치읓   | 키읔  | 티읕  | 피읖  | 히읗  |
| RR       | giyeok | ssanggiyeok | nieun | digeut | ssangdigeut | rieul | mieum | bieup | ssangbieup | siot | ssangsiot | ieung | jieut | ssangjieut | chieut | kieuk | tieut | pieup | hieut |

## Ordinea liniilor
Literele din hangul au adoptat unele reguli ale caligrafiei chinezești. ㅇ și ㅎ folosesc cercuri, motiv neîntâlnit în caracterele chineze de tipar.
Liniile se scriu și se parcurg de sus în jos și de la stânga la dreapta. Diagonalele și cercurile pornesc de sus; cele din urmă se scriu antiorar (coboară pe stânga).
Ordinea priorității pentru linii care încep din același punct:
1. Linii verticale
2. Linii orizontale
3. Diagonale/curbe
  1. care coboară spre stânga
  2. care coboară spre dreapta

O linie cotită va avea aceeași prioritate ca componenta ei orizontală. De exemplu, linia cotită din ㅁ (ㄱ) se scrie imediat după verticala din stânga, dar linia cotită din ㅌ (ㄴ) se scrie ultima.

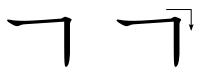
ㄱ (giyeok 기역)
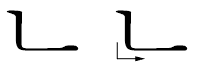
ㄴ (nieun 니은)
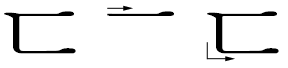
ㄷ (digeut 디귿)
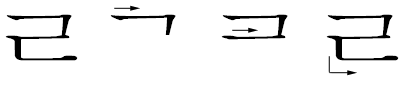
ㄹ (rieul 리을)
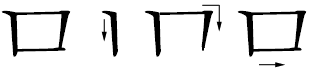
ㅁ (mieum 미음)
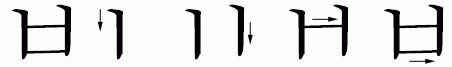
ㅂ (bieup 비읍)
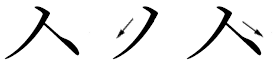
ㅅ (siot 시옷)
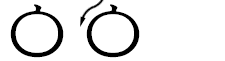
ㅇ (ieung 이응)
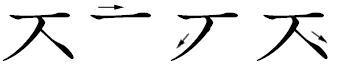
ㅈ (jieut 지읒)
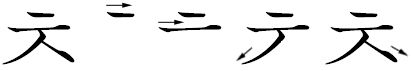
ㅊ (chieut 치읓)
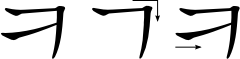
ㅋ (kieuk 키읔)
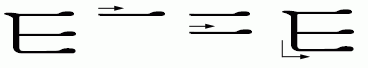
ㅌ (tieut 티읕)
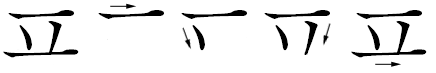
ㅍ (pieup 피읖)
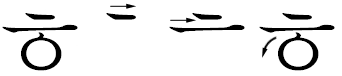
ㅎ (hieut 히읗)
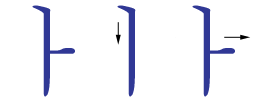
ㅏ (a)
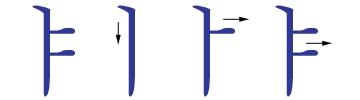
ㅑ (ya)
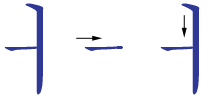
ㅓ (eo)
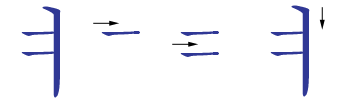
ㅕ (yeo)
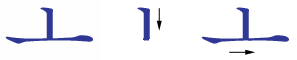
ㅗ (o)
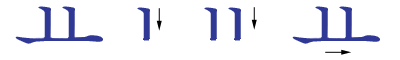
ㅛ (yo)
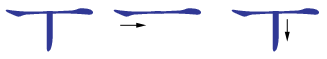
ㅜ (u)
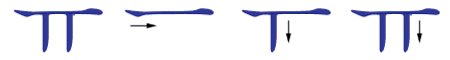
ㅠ (yu)
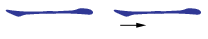
ㅡ (eu)
ㅣ (i)

Componentele unei litere compuse se scriu separat, de la stânga la dreapta. De exemplu, litera ㅒ este formată din ㅑ și ㅣ, deci a doua verticală se scrie mereu ultima, spre deosebire de ㅂ, în care verticalele se scriu primele.

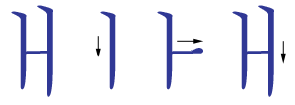
ㅐ (ae)
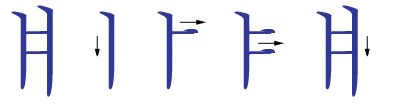
ㅒ (yae)
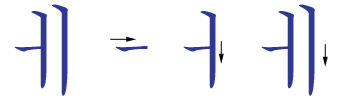
ㅔ (e)
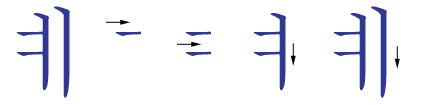
ㅖ (ye)

## Formele literelor
Sistemele de scriere pot transcrie limbi la nivel de morfem (scrieri logografice precum hanja), de silabă (silabare precum kana), de segment (scrieri alfabetice precum alfabetul latin) sau, ocazional, de trăsături distinctive. Hangul combină aspecte din ultimele trei categorii, grupând sunetele în silabe, folosind simboluri distincte pentru segmente și, în unele cazuri, folosind linii anume pentru a indica trăsături distinctive, precum locul articulării (labial, coronal, velar, glotal) și maniera acesteia (oclusivă, nazală, sibilantă, aspirată), în cazul consoanelor, și iotacizarea (un sunet y- ce precedă alt sunet), clasa armonică și mutația, în cazul vocalelor.
Spre exemplu, consoana ㅌ t [tʰ] este compusă din trei linii, fiecare dintre ele cu o semnificație aparte: linia orizontală de sus indică faptul că ㅌ este consoană oclusivă, la fel ca ㆆ ʔ, ㄱ g, ㄷ d și ㅈ j, care au aceeași linie (ultima e o africată, adică o secvență între o oclusivă și o fricativă); linia orizontală din mijloc indică faptul că ㅌ este consoană aspirată, la fel ca ㅎ h, ㅋ k, ㅊ ch și ㅍ p; linia cotită rămasă indică faptul că ㅌ este consoană alveolară, la fel ca ㄴ n și ㄷ d. Două consoane, ㆁ și învechitul ㅱ, au câte două pronunții și par să fie compuse din două elemente corespunzătoare acestor două pronunții: [ŋ]~liniște pentru ㆁ și [m]~[w] pentru ㅱ.
La vocale, o linie scurtă conectată la linia principală a literei (care este mult mai lungă) indică faptul că este una dintre vocalele care pot fi iotacizate; linia scurtă este apoi dublată atunci când vocala este iotacizată. Poziția liniei indică cărei clase armonice aparține vocala: „luminos” (spre sus sau dreapta) sau „obscur” (spre jos sau stânga). În alfabetul modern, o linie verticală lungă în plus indică mutația vocalelor, obținându-se ㅐ [ɛ], ㅔ [e], ㅚ [ø] și ㅟ [y] din ㅏ [a], ㅓ [ʌ], ㅗ [o] și ㅜ [u], respectiv. Acest lucru nu făcea parte din designul intenționat al alfabetului, ci este mai degrabă o dezvoltare naturală a unor diftongi ce se terminau în ㅣ [j]. Totuși, în multe dialecte coreene, inclusiv dialectul standard din Seul, e posibil ca unele dintre ele să fi rămas diftongi. De exemplu, în dialectul din Seul, ㅚ poate fi pronunțat mai degrabă [we], iar ㅟ, [ɥi].
Pe lângă litere, inițial, hangul se folosea de semne diacritice pentru a indica accentul de înălțime. O silabă înaltă (거성) se marca cu un punct (〮) la stânga; o silabă ascendentă (상성) se marca cu două puncte (〯). Diacriticele nu se mai folosesc, fiindcă dialectul modern din Seul a pierdut accentul de înălțime. Și lungimea vocalelor a fost neutralizată în coreeana modernă și nu se mai notează.

### Formele consoanelor
Literele-consoană intră în cinci grupuri omorganice, fiecare cu o formă de bază, și una sau mai multe litere derivate de la această formă prin adăugarea de linii suplimentare. În Hunminjeongeum haerye, formele de bază reprezintă vizual articularea limbii, cerului gurii, dinților și gâtului în timpul producerii acestor sunete.
Denumirile coreene pentru aceste grupuri sunt împrumutate din fonetica chineză:
- Consoane velare (아음／牙音 a-eum – „sunete molare”)
  - ㄱ [k], ㅋ [kʰ]
  - Formă de bază: ㄱ este o vedere laterală asupra părții posterioare a limbii ridicate spre palatul moale. ㅋ e derivat prin adăugarea unei linii ce simbolizează explozia de aspirație.
- Consoane coronale (설음／舌音 seoreum – „sunete linguale”)
  - ㄴ [n], ㄷ [t], ㅌ [tʰ], ㄹ [ɾ]~[ɭ]
  - Formă de bază: ㄴ este o vedere laterală a vârfului limbii ridicat spre creasta alveolară. Literele derivate din ㄴ se pronunță cu aceeași articulare de bază. Linia ce acoperă ㄷ reprezintă contactul ferm cu cerul gurii. Linia din mijlocul lui ㅌ reprezintă explozia de aspirație. Linia cotită ce acoperă ㄹ reprezintă o bătaie a limbii.
- Consoane bilabiale (순음／唇音 suneum – „sunete labiale”)
  - ㅁ [m], ㅂ [p], ㅍ [pʰ]
  - Formă de bază: ㅁ reprezintă conturul buzelor în contact una cu alta. Linia din mijlocul lui ㅂ reprezintă explozia eliberării sunetului. Linia ce acoperă ㅍ reprezintă explozia de aspirație.
- Consoane sibilante (치음／齒音 chieum – „sunete dentale”)
  - ㅅ [s], ㅈ [t͡ɕ], ㅊ [t͡ɕʰ]
  - Formă de bază: ㅅ avea inițial formă de săgeată ∧, fără seriful de deasupra. El reprezintă o vedere laterală a dinților. Linia ce acoperă ㅈ reprezintă contactul ferm cu cerul gurii. Linia ce acoperă ㅊ reprezintă o explozie suplimentară de aspirație.
- Consoane dorsale (후음／喉音 hueum – „sunete guturale”)
  - ㅇ ∅~[ŋ], ㅎ [h]
  - Formă de bază: ㅇ este un contur al gâtului. Inițial, ㅇ era două litere: un simplu cerc pentru liniște (consoana nulă) și un cerc cu un serif deasupra, ㆁ, pentru velara [ŋ]. O literă acum învechită, ㆆ, reprezenta o ocluziune glotală, care se pronunța din gât și avea o linie orizontală deasupra, în concordanță cu ㄱ, ㄷ și ㅈ. ㅎ este derivat din ㆆ; linia suplimentară reprezintă o explozie de aspirație.

### Formele vocalelor

O diagramă ce arată derivarea vocalelor în hangul.

Literele-vocală sunt bazate pe trei elemente:
- O linie orizontală ce reprezintă Pământul, esența lui yin.
- Un punct ce reprezintă soarele de pe Cer, esența lui yang. El devine o linie scurtă când e scris cu pensula.
- O linie verticală ce reprezintă Omul ce stă drept, mediatorul neutru dintre Cer și Pământ.

Liniile scurte (care erau puncte în cele mai vechi documente) au fost adăugate la aceste trei elemente de bază pentru a deriva literele-vocală:

#### Vocale simple
- Litere orizontale: ele sunt vocale mijlocii și închise posterioare.
  - ㅗ o [o] luminos
  - ㅜ u [u] obscur
  - ㅡ eu (ŭ) [ɯ] obscur
- Litere verticale: ele au fost odată vocale deschise.
  - ㅏ a [a] luminos
  - ㅓ eo (ŏ) [ʌ] obscur
  - ㅣ i [i] neutru

#### Vocale compuse
Hangul nu are literă separată pentru w. Din moment ce un o sau un u înainte de un a sau eo devenea un sunet [w], iar [w] nu apărea nicăieri altundeva, [w] a putut mereu fi analizat drept un fonem o sau u, deci nu a fost niciodată nevoie de o literă pentru el. Totuși, are loc armonia vocalică: ㅜ u obscur cu ㅓ eo obscur pentru ㅝ wo; ㅗ o luminos cu ㅏ a luminos pentru ㅘ wa:
- ㅘ wa = ㅗ o + ㅏ a (pronunțat [wa])
- ㅝ wo = ㅜ u + ㅓ eo (pronunțat [wʌ])
- ㅙ wae = ㅗ o + ㅐ ae (pronunțat [wɛ])
- ㅞ we = ㅜ u + ㅔ e (pronunțat [we])

Vocalele compuse ce se termină în ㅣ i erau inițial diftongi, însă au evoluat în vocale pure:
- ㅐ ae = ㅏ a + ㅣ i (pronunțat [ɛ])
- ㅔ e = ㅓ eo + ㅣ i (pronunțat [e])
- ㅙ wae = ㅘ wa + ㅣ i (pronunțat [wɛ])
- ㅚ oe = ㅗ o + ㅣ i (pronunțat [ø] sau [we])
- ㅞ we = ㅝ wo + ㅣ i (pronunțat [we])
- ㅟ wi = ㅜ u + ㅣ i (pronunțat [y] sau [ɥi])
- ㅢ ui = ㅡ eu + ㅣ i (pronunțat [ɰi])

#### Vocale iotacizate
Nu există literă pentru y [j]. În schimb, acest sunet este indicat prin dublarea liniei atașate la linia de bază a literei-vocală. Dintre cele 7 vocale de bază, 4 pot fi precedate de un y, iar acestea 4 se scriau ca un punct lângă o linie. Prin influența caligrafiei chinezești, punctele au devenit curând conectate cu linia: ㅓㅏㅜㅗ. Un sunet y ce precedă altă vocală, numit „iotacizare”, era indicat prin dublarea punctului (și, mai târziu, a liniuței): ㅕㅑㅠㅛ. Cele trei vocale care nu pot fi iotacizate se scriu cu o singură linie: ㅡㆍㅣ.
Vocalele simple iotacizate sunt:
- ㅑ ya [ja], de la ㅏ a;
- ㅕ yeo [jʌ], de la ㅓ eo;
- ㅛ yo [jo], de la ㅗ o;
- ㅠ yu [ju], de la ㅜ u.

Există și doi diftongi iotacizați (astăzi vocale mutate):
- ㅒ yae [jɛ], de la ㅐ ae;
- ㅖ ye [je], de la ㅔ e.

Coreeana secolului al XV-lea avea mai multă armonie vocalică decât astăzi. Vocalele din morfemele gramaticale s-au schimbat în concordanță cu împrejurimile, intrând în grupuri în care se armonizau cu alte vocale. Acest lucru a afectat morfologia limbii, iar fonologia coreeană l-a descris în termeni de yin și yang: Dacă o rădăcină avea vocale yang („luminoase”), atunci majoritatea sufixelor ce i se atașau trebuiau să aibă și ele vocale yang; și invers, dacă rădăcina avea vocale yin („obscure”), sufixele trebuiau să fie și ele yin. Exista și un al treilea grup armonic „mediator” („neutru” în terminologie vestică), ale cărui vocale puteau coexista și cu vocale yin, și cu vocale yang.
Vocala coreeană neutră era ㅣ i. Vocalele yin erau ㅡ eu, ㅜ u, ㅓ eo, cu punctele în direcțiile yin: stânga și jos. Vocalele yang erau ㆍ ə, ㅗ o, ㅏ a, cu punctele în direcțiile yang: dreapta și sus. Hunminjeongeum haerye afirmă că formele literelor ce nu admit puncte au fost alese pentru a reprezenta conceptele de yin, yang și mediere: Pământ, Cer și Om. (Litera ㆍ ə este acum învechită, mai puțin în limba jeju.)
Al treilea parametru în proiectarea literelor-vocală a fost alegerea lui ㅡ ca bază grafică pentru ㅜ și ㅗ și a lui ㅣ ca bază grafică pentru ㅓ și ㅏ. O înțelegere completă a lucrurilor pe care aceste grupuri orizontale și verticale le aveau în comun ar necesita cunoștințe legate de valorile fonetice exacte pe care le aveau aceste vocale în secolul al XV-lea.
Nesiguranța principală este cu grupul ㆍㅓㅏ. Unii lingviști le reconstituie drept *a, *ɤ, *e, respectiv; alții, drept *ə, *e, *a. O a treia reconstituire le face pe toate vocale mijlocii: *ʌ, *ɤ, *a. În a treia reconstituire, vocalele din coreeana medievală se aliniază într-un model de armonie vocalică în care există o singură vocală frontală și patru mijlocii:
| ㅣ *i | ㅡ *ɯ | ㅜ *u |
| ㅣ *i | ㅓ *ɤ | ㅜ *u |
| ㅣ *i | ㆍ *ʌ | ㅗ *o |
| ㅣ *i | ㅏ *a | ㅗ *o |

Pe de altă parte, literele orizontale ㅡㅜㅗ par să fi fost toate vocale posterioare mijlocii și sau închise [*ɯ, *u, *o], deci formau un grup fonetic coerent în orice reconstituire.

### Teoria tradițională
Relatarea tradițional acceptată despre designul literelor este că vocalele derivă din diferite combinații ale următoarelor trei componente: ㆍ ㅡ ㅣ. Aici, ㆍ simbolizează soarele de pe cer, ㅡ reprezintă pământul (plat), iar ㅣ reprezintă un om stând în picioare. Secvența originală a vocalelor coreene, așa cum este prezentată în Hunminjeongeum, a listat aceste trei vocale primele, urmate apoi de toate celelalte combinații. Așadar, ordinea inițială a vocalelor era: ㆍ ㅡ ㅣ ㅗ ㅏ ㅜ ㅓ ㅛ ㅑ ㅠ ㅕ. De remarcat este că două vocale pozitive (ㅗㅏ) cu un singur ㆍ sunt urmate de două vocale negative cu un singur ㆍ, apoi de două vocale pozitive cu câte doi ㆍ și de două vocale negative cu câte doi ㆍ.
Aceeași teorie oferă cea mai simplă explicație a formelor consoanelor ca aproximări ale formelor organelor relevante pentru realizarea fiecărui sunet. Ordinea originală a consoanelor în Hunminjeongeum era: ㄱ ㅋ ㆁ ㄷ ㅌ ㄴ ㅂ ㅍ ㅁ ㅈ ㅊ ㅅ ㆆ ㅎ ㅇ ㄹ ㅿ.
1. ㄱ [k] descrie geometric ridicarea părții posterioare a limbii.
2. ㅋ [kʰ] este derivat din ㄱ prin adăugarea unei linii.
3. ㆁ [ŋ] este, probabil, derivat din ㅇ prin adăugarea unei linii.
4. ㄷ [t] este derivat din ㄴ prin adăugarea unei linii.
5. ㅌ [tʰ] este derivat din ㄷ prin adăugarea unei linii.
6. ㄴ [n] descrie geometric contactul vârfului limbii cu cerul gurii.
7. ㅂ [p] este derivat din ㅁ prin adăugarea unei linii.
8. ㅍ [pʰ] este derivat din ㅂ prin adăugarea unei linii.
9. ㅁ [m] descrie geometric o gură închisă.
10. ㅈ [t͡ɕ] este derivat din ㅅ prin adăugarea unei linii.
11. ㅊ [t͡ɕʰ] este derivat din ㅈ prin adăugarea unei linii.
12. ㅅ [s] descrie geometric doi dinți ascuțiți.
13. ㆆ [ʔ] este derivat din ㅇ prin adăugarea unei linii.
14. ㅎ [h] este derivat din ㆆ prin adăugarea unei linii.
15. ㅇ reprezintă absența unei consoane și descrie geometric gâtul.
16. ㄹ [ɾ]~[ɭ] descrie geometric arcuirea limbii.
17. ㅿ este derivat din ㅅ prin adăugarea unei linii.

### Teoria lui Ledyard

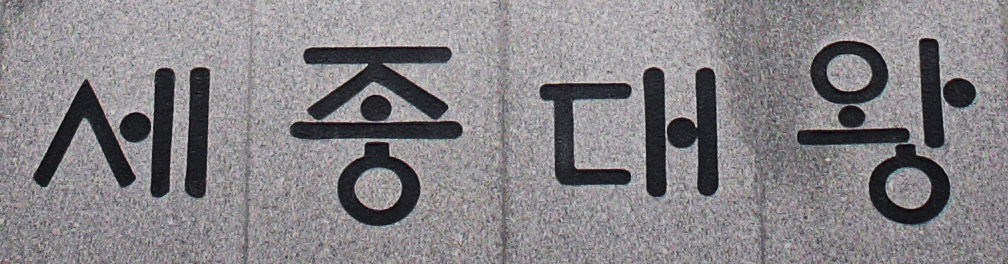
Un detaliu asupra statuii regelui Sejong din Piața Gwanghwamun. Inscripția are textul Sejong-daewang (세종대왕) și ilustrează formele literelor așa cum au fost promulgate inițial de Sejong. A se observa punctele din designul vocalelor, simetria geometrică a lui s și a lui j în primele două silabe, proeminența asimetrică din colțul din stânga-sus al lui d în a treia silabă, și distincția dintre ieung inițial și final în ultima silabă.

Sus: Literele 'phags-pa,,,, și presupusele lor derivate coreene,,,,. A se observa proeminența prezentă atât în -ul din 'phags-pa, cât și în -ul din hangul.
Jos: Derivări ale lui în 'phags-pa prin adăugarea unui dedesubt, cu valorile și, alături de compoziții cu valorile, și în hangul, obținute prin adăugarea unui cerc la literele, și.

Cu toate că Hunminjeongeum haerye explică designul literelor-consoană în termeni de fonetică articulatorie ca pe o creație pur inovatoare, mai multe teorii identifică surse externe care ar fi putut să inspire sau să influențeze creația lui Sejong. Profesorul Gari Ledyard de la Universitatea Columbia a studiat posibile conexiuni dintre hangul și grafia 'phags-pa mongolă din timpul dinastiei Yuan. De asemenea, el a crezut că rolul grafiei 'phags-pa în crearea alfabetului coreean era unul destul de limitat, precizând că nu ar trebui să se presupună că hangul a fost derivat din 'phags-pa, pe baza teoriei sale:
„Ar trebui să fie clar oricărui cititor că, în ansamblu, acel rol [al grafiei 'phags-pa] a fost destul de limitat... Nimic nu m-ar tulbura mai mult, după ce acest studiu va fi publicat, decât să descopăr într-o lucrare despre istoria scrisului o declarație precum următoarea: «Potrivit unor investigații recente, alfabetul coreean a fost derivat din grafia 'phags-pa a mongolilor».”—Gari Keith Ledyard
Ledyard afirmă că cinci dintre literele coreene ar avea forme inspirate din 'phags-pa; o a șasea literă de bază, inițiala nulă ㅇ, ar fi fost inventată de Sejong. Restul literelor ar fi fost derivate intern din acestea șase, în esență la fel cum s-a descris în Hunminjeongeum haerye. Totuși, cele cinci consoane împrumutate nu ar fi fost consoanele cele mai simple din punct de vedere grafic și considerate „de bază” în Hunminjeongeum haerye, ci consoanele considerate de bază în fonologia chineză: ㄱ, ㄷ, ㅂ, ㅈ și ㄹ.
Hunminjeongeum stabilește că regele Sejong a adaptat 古篆 (gojeon – caligrafia sigilară Gǔ) în crearea alfabetului coreean. Totuși, acest stil caligrafic nu a fost niciodată identificat. Înțelesul principal al lui 古 gǔ este „vechi” (caligrafie sigilară veche), ceea ce a dus la frustrare în rândul filologilor, deoarece hangul nu are nicio similaritate funcțională cu caligrafiile sigilare chineze 篆字 zhuànzì. Ledyard crede, însă, că 古 gǔ ar putea fi o aluzie la 蒙古 Měnggǔ (Mongolia) și că 古篆 ar fi o prescurtare a lui 蒙古篆字 (caligrafie sigilară mongolă), care ar fi o variantă formală a alfabetului 'phags-pa făcută să semene cu caligrafiile sigilare chineze. De asemenea, în biblioteca palatului ar fi existat manuscrise în 'phags-pa, inclusiv câteva în forma sigilară, iar numeroși miniștri din vremea lui Sejong ar fi cunoscut această formă de scriere. Dacă ar fi adevărat, atunci evazivitatea lui Sejong privitoare la conexiunea mongolă poate fi înțeleasă prin prisma relației Coreei cu China sub dinastia Ming după căderea dinastiei mongole Yuan și prin prisma disprețului literaților față de mongoli.
Potrivit lui Ledyard, cele cinci litere împrumutate au fost simplificate grafic, ceea ce a permis crearea de grupuri consonantice și a lăsat loc pentru o linie suplimentară care să indice aspirația în cazul oclusivelor (ㅋ, ㅌ, ㅍ, ㅊ). În opoziție cu teoria tradițională, însă, non-oclusivele (ㆁ, ㄴ, ㅁ, ㅅ) ar fi fost derivate prin înlăturarea de linii din componența literelor de bază. Ledyard evidențiază că, deși este ușor a deriva ㅁ din ㅂ prin înlăturarea părții de sus, nu este clar cum s-ar putea deriva ㅂ din ㅁ în teoria tradițională, fiindcă forma lui ㅂ nu este analoagă cu ale celorlalte oclusive.
Explicația literei ㆁ ng diferă, de asemenea, de povestea tradițională. Multe cuvinte chineze ar fi început cu ng, dar sunetul [ŋ] ar fi dispărut până la vremea lui Sejong, când acele cuvinte ar fi fost împrumutate în coreeană. De asemenea, forma presupusă a lui ng (linia verticală scurtă rămasă după înlăturarea liniei orizontale din ㄱ) ar fi arătat aproape identic cu vocala ㅣ [i]. Soluția lui Sejong ar fi rezolvat ambele probleme: linia verticală rămasă din ㄱ ar fi fost adăugată la simbolul nul ㅇ pentru a crea ㆁ (un cerc cu o linie verticală deasupra), capturând grafic atât pronunția [ŋ] din interiorul sau de la sfârșitul cuvântului, cât și lipsa unui sunet la început de cuvânt. (Distincția grafică dintre ㅇ nul și ㆁ ng s-a pierdut în cele din urmă.)
O altă literă compusă din două elemente pentru a reprezenta două pronunții regionale era ㅱ, care transcria inițiala chineză 微. Ea reprezenta fie [m], fie [w] în diverse dialecte chineze, și era compus din ㅁ ([m]) și ㅇ (din [w]-ul din 'phags-pa). În 'phags-pa, o buclă în dedesubtul unei litere reprezenta w după vocale, iar Ledyard a ipotezat că acea buclă ar fi devenit cercul din josul literei ㅱ. În 'phags-pa, inițiala chineză 微 este de asemenea transcrisă ca un compus cu w, dar de această dată w este poziționat sub un h. De fapt, seria de consoane chineze 微 w, 非 v, 敷 f este transcrisă în 'phags-pa prin adăugarea unui w sub trei variante grafice ale literei h, iar hangul ar fi reprodus această convenție prin adăugarea buclei w sub seria labialelor (ㅁ m, ㅂ b, ㅍ p), producând consoanele (mai târziu abandonate) ㅱ w, ㅸ v, ㆄ f. (Valorile fonetice în coreeană sunt neclare, întrucât aceste consoane erau folosite numai la transcrierea chinezei.)
Ca ultimă dovadă, Ledyard observă că majoritatea literelor coreene împrumutate erau forme geometrice simple, cel puțin la origine, dar ㄷ d [t] ar fi avut dintotdeauna o proeminență în colțul din stânga-sus, la fel ca ꡊ d [t] din 'phags-pa. Această proeminență se poate regăsi în litera tibetană ད d.
Există, de asemenea, argumentul că teoria originală, care afirma că literele-consoană din hangul erau derivate din forma buzelor și a limbii vorbitorului în timpul pronunției (inițial, cel puțin), ar fi la limita credulității.

### Teoria superiorității alfabetului coreean

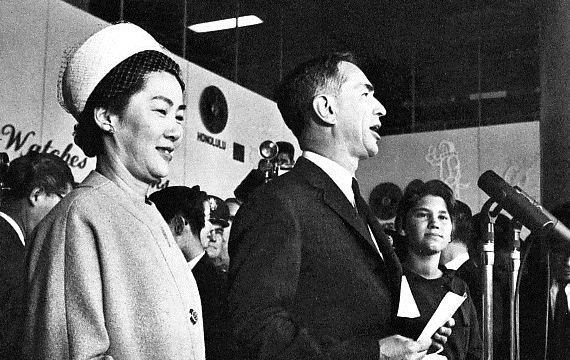
Prof. Edwin O. Reischauer, un japonolog, a considerat hangul un sistem de scriere extrem de logic.

Teoria superiorității alfabetului coreean este aserțiunea că hangul este cel mai „simplu” sau „rațional” sistem de scriere conceput vreodată.
Propunătorii aserțiunii sunt de părere că hangul este cel mai „științific” sistem de scriere deoarece formele literelor se bazează pe formele organelor vorbirii în timpul pronunțării.
Edwin O. Reischauer și John K. Fairbank de la Universitatea Harvard au scris că „Hangul este, poate, cel mai științific sistem de scriere aflat în uz general în orice țară”.
De asemenea, Frits Vos, fost profesor la Universitatea din Leiden, a afirmat că regele Sejong „a inventat cel mai bun alfabet din lume”, adăugând: „Este clar că alfabetul coreean este nu doar simplu și logic, ci, în plus, a fost construit într-un mod pur științific”.

## Litere arhaice

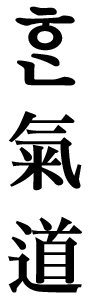
Hankido, un stil de arte marțiale, scris cu grafia originală, ce folosea vocala arhaică arae-a (în prima silabă).

Numeroase litere și secvențe de litere nu se mai folosesc în coreeană. Unele dintre acestea s-au folosit numai pentru a reprezenta tabelele de rime chinezești. Unele dintre sunetele coreene reprezentate de aceste litere abandonate există în continuare în unele dialecte.

### Consoane
| Consoane simple |    |    | ᄛ | ㅱ | ㅸ | ᄼ | ᄾ | ㅿ | ㆁ | ᅎ | ᅐ | ᅔ | ᅕ | ㆄ | ㆆ |    |    |
| Consoane duble  | ㅥ | ᄙ |    |    | ㅹ | ᄽ | ᄿ |    | ᇮ   | ᅏ | ᅑ |    |    |    |    | ㆅ | ᅇ |

| Prima componentă | Grupuri                                            | Grupuri            |
| Prima componentă | Două componente                                    | Trei componente    |
| ---------------- | -------------------------------------------------- | ------------------ |
| ㄱ               | ᇃ                                                   | ᇄ                   |
| ㄴ               | ᄓ, ㅦ, ᄖ, ㅧ, ㅨ, ᇉ                               |                    |
| ㄷ               | ᄗ, ᇋ                                               |                    |
| ㄹ               | ᄘ, ㅪ, ㅬ, ᇘ, ㅭ                                   | ㅩ, ᇏ, ᇑ, ᇒ, ㅫ, ᇔ, ᇕ, ᇖ |
| ㅁ               | ᇚ, ᇛ, ㅮ, ㅯ, ㅰ, ᇠ, ᇡ                                 | ᇞ                   |
| ㅂ               | ㅲ, ᄟ, ㅳ, ᇣ, ㅶ, ᄨ, ㅷ, ᄪ, ᇥ                     | ㅴ, ㅵ, ᄤ, ᄥ, ᄦ |
| ㅅ               | ㅺ, ㅻ, ㅼ, ᄰ, ᄱ, ㅽ, ᄵ, ㅾ, ᄷ, ᄸ, ᄹ, ᄺ, ᄻ | ᄳ, ᄴ             |
| ㅇ               | ᅁ, ᅂ, ᅃ, ᅄ, ᅅ, ᅆ, ᅈ, ᅉ, ᅊ, ᅋ             |                    |
| ㆁ               | ᇬ, ᇭ, ㆂ, ㆃ, ᇯ                                       |                    |
| ㅈ               | ᅍ                                                 |                    |
| ㅊ               | ᅒ, ᅓ                                             |                    |
| ㅍ               | ᅖ                                                 |                    |
| ㅎ               | ᇵ, ᇶ, ᇷ, ᇸ                                             |                    |

În varianta originală de hangul, literele duble se foloseau pentru a reprezenta consoanele sonore chinezești (濁音), care persistă în dialectul șanhaian, și nu se foloseau în cuvinte coreene. Mult mai târziu s-a adoptat o convenție similară pentru reprezentarea consoanelor moderne încordate din coreeană.
Consoanele sibilante („dentale”) au fost modificate pentru a reprezenta cele două grupuri de sibilante chinezești — alveolare și postalveolare (un contrast analog cu s versus ș). Distincția nu a existat niciodată în coreeană, iar în dialectele sud-chinezești era în curs de dispariție. Literele alveolare aveau piciorul stâng mai lung; postalveolarele aveau piciorul drept mai lung:
| Cinci articulări (오음, 五音) în tabelele de rime chinezești | Cinci articulări (오음, 五音) în tabelele de rime chinezești | Laxe 전청 (全淸) | Aspirate 차청 (次淸) | Sonore 전탁 (全濁) | Sonante 차탁 (次濁) |
| ------------------------------------------------------------ | ------------------------------------------------------------ | ---------------- | -------------------- | ------------------ | ------------------- |
| Sibilante 치음 (齒音)                                        | Alveolare 치두음 (齒頭音)                                    | ᅎ 精 (정) /t͡s/  | ᅔ 淸 (청) /t͡sʰ/     | ᅏ 從 (종) /d͡z/    |                     |
| Sibilante 치음 (齒音)                                        | Alveolare 치두음 (齒頭音)                                    | ᄼ 心 (심) /s/   |                      | ᄽ 邪 (사) /z/     |                     |
| Sibilante 치음 (齒音)                                        | Postalveolare 정치음 (正齒音)                                | ᅐ 照 (조) /t͡ɕ/  | ᅕ 穿 (천) /t͡ɕʰ/     | ᅑ 牀 (상) /d͡ʑ/    |                     |
| Sibilante 치음 (齒音)                                        | Postalveolare 정치음 (正齒音)                                | ᄾ 審 (심) /ɕ/   |                      | ᄿ 禪 (선) /ʑ/     |                     |
| Coronale 설음 (舌音)                                         | Retroflexe 설상음 (舌上音)                                   | ᅐ 知 (지) /ʈ/   | ᅕ 徹 (철) /ʈʰ/      | ᅑ 澄 (징) /ɖ/     | ㄴ 娘 (낭) /ɳ/      |

### Vocale
Singura vocală simplă abandonată este ㆍ (아래아 arae-a). Pe lângă arae-a, au mai dispărut și 44 de grupuri de vocale:
| Prima componentă | Grupuri            | Grupuri         |
| Prima componentă | Două componente    | Trei componente |
| ---------------- | ------------------ | --------------- |
| ㅏ               | ᅶ, ᅷ                 |                 |
| ㅑ               | ᅸ, ᅹ                 |                 |
| ㅓ               | ᅺ, ᅻ, ᅼ               |                 |
| ㅕ               | ᅽ, ᅾ                 |                 |
| ㅗ               | ᅿ, ᆀ, ᆁ, ᆂ, ᆃ           |                 |
| ㅛ               | ㆇ, ㆈ, ᆆ, ᆇ, ㆉ     |                 |
| ㅜ               | ᆉ, ᆊ, ᆌ, ᆍ             | ᆋ                |
| ㅠ               | ᆎ, ᆏ, ᆐ, ㆊ, ㆋ, ᆓ, ㆌ |                 |
| ㅡ               | ᆕ, ᆖ                 | ᆗ                |
| ㅣ               | ᆘ, ᆙ, ᆚ, ᆛ, ᆜ, ᆝ         |                 |
| ㆍ               | ᆟ, ᆠ, ㆎ, ᆢ           |                 |

### Litere des întâlnite
- ㆍ ə (아래아 arae-a „sub-a”): Posibil pronunțată [ʌ], similar cu modernul ㅓ eo. Se scrie ca un punct poziționat sub consoana inițială. Arae-a nu a dispărut complet; poate fi găsită în nume de branduri și în limba jeju, unde se pronunță [ɒ]. Vocala ə fie forma o medială de una singură, fie se găsea în diftongul ㆎ arae-ae, scris cu punctul sub inițială și cu linia la dreapta inițialei, similar cu ㅚ și ㅢ.
- ㅿ z (반시옷 bansiot „semi-s”; 반치음 banchieum): Un sunet neobișnuit, poate [ʝ̃]. Cuvintele moderne scrise înainte cu ㅿ sunt acum scrise cu ㅅ sau ㅇ.
- ㆆ ʔ (여린히읗 yeorinhieut „hieut ușor”; 된이응 doennieung „ieung tare”): O ocluziune glotală.
- ㆁ ŋ (옛이응 yennieung „ieung vechi”): Litera inițială pentru sunetul [ŋ]; acum e contopită cu ㅇ ieung. În unele fonturi, precum Arial Unicode MS, yennieung e afișat ca o versiune turtită a lui ieung, însă forma corectă este cu un serif deasupra, mai lung decât într-o versiune cu serif a lui ieung.
- ㅸ β (가벼운비읍 gabyeounbieup; 순경음비읍 sungyeongeumbieup): Sunetul [f]. Această literă pare să fie o digramă a lui bieup și ieung. Au existat alte trei litere (mai puțin întâlnite) pentru sunete din această secțiune din tabelele fonologice chinezești: ㅱ w ([m]~[w]), ㆄ f și ㅹ ff ([v̤]). Coreenii nu disting aceste sunete astăzi; ei confundă fricativele cu omoloagele lor oclusive.

### Litere readuse în uz

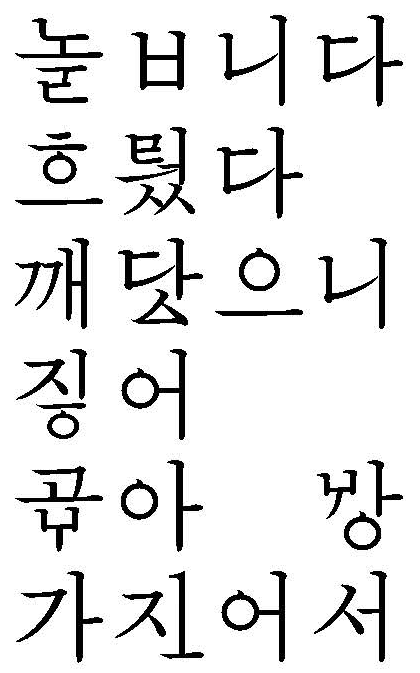
Cuvintele 놉니다, 흘렀다, 깨달으니, 지어, 고와, 왕 și 가져서 scrise în Noua Ortografie.

Pentru a stabili o corespondență morfofonologică perfectă între hangul și limba coreeană, Coreea de Nord a introdus 6 litere noi, care au fost publicate în Noua Ortografie pentru Limba Coreeană (조선어신철자법 Chosŏn'ŏ sinch'ŏlchapŏp) și folosite oficial între 1948 și 1954.
Au fost readuse în uz două litere anterior învechite: ㅿ (ᅀᅵ으ᇫ／리읃 riŭt), care indica o alternare în pronunție între /l/ inițial și /t/ final; și ㆆ (ᅙᅵ으ᇹ／히으 hiŭ), care se pronunța numai între vocale. Au fost introduse două modificări ale literei ㄹ: una pentru un ㄹ mut în poziție finală () și una pentru un ㄹ care se dubla între vocale (). O literă scrisă ca un hibrid între ㅂ și ㅜ () a fost introdusă pentru cuvinte în care cele două sunete alternau (adică /p/ devenea /w/ înainte de o vocală). În ultimul rând, o literă asemănătoare cu cifra 1 () a fost introdusă pentru iotacizare variabilă.

## Blocuri morfosilabice
Cu excepția câtorva morfeme gramaticale de dinaintea secolului al XX-lea, nicio literă nu poate reprezenta de una singură elemente ale limbii coreene. În schimb, literele sunt grupate în blocuri silabice sau morfemice de cel puțin două și deseori trei:
- (1) o consoană sau o consoană dublă numită inițială (초성 choseong);
- (2) o vocală sau un diftong numit medială sau nucleu (중성 jungseong);
- (3) (opțional) o consoană sau un grup de consoane la finalul silabei, numit finală (종성 jongseong).

Atunci când o silabă nu are consoană inițială, inițiala nulă ㅇ ieung e folosită drept înlocuitor. (În versiunea modernă a alfabetului, nu se folosesc înlocuitori la final de silabă, ci numai la început.) Astfel, un bloc conține minim două litere: o inițială și o medială. Deși, de-a lungul istoriei, hangul fusese organizat în silabe, în ortografia modernă, el este organizat întâi în morfeme și abia apoi în silabe în cadrul morfemelor, cu excepția că morfemele ce constă într-o singură silabă nu pot fi scrise singure.
Mulțimea consoanelor inițiale nu coincide cu mulțimea consoanelor finale. Spre exemplu, ㄸ tt, ㅃ pp și ㅉ jj se întâlnesc numai în poziție inițială, în timp ce ㅆ ss și ㄲ kk sunt singurele litere duble ce pot apărea și în poziție finală. De asemenea, grupurile de consoane distincte, cum ar fi ㄳ gs sau ㄵ nj, nu pot apărea decât în poziție finală.
Neluând în considerare literele arhaice, există 11 172 de blocuri posibile în hangul.

### Poziționarea literelor într-un bloc
Poziționarea sau „stivuirea” literelor într-un bloc urmează un număr de modele bazate pe forma medialei.
Secvențele de consoane și vocale precum ㅄ bs, ㅝ wo sau arhaicele ㅵ bsd și ㆋ üye se scriu de la stânga la dreapta.
Vocalele (medialele) se scriu fie sub inițială, fie la dreapta, fie înconjoară inițiala de dedesubt spre dreapta, în funcție de formă: dacă vocala are o axă orizontală, precum ㅡ eu, se scrie sub inițială; dacă are o axă verticală, precum ㅣ i, se scrie la dreapta inițialei; dacă combină ambele orientări, precum ㅢ ui, atunci înconjoară inițiala dedesubt și la dreapta:
| inițială | medială |

| inițială |
| medială  |

| inițială | med. 2 |
| med. 1   | med. 2 |

Dacă există o consoană finală, aceasta se scrie dedesubt, sub vocală:
| inițială | medială |
| finală   |         |

| inițială |
| medială  |
| finală   |

| inițială | med. 2 |
| med.     | med. 2 |
| finală   |        |

O finală complexă se scrie de la stânga la dreapta:
| inițială | med.   | med.   |
| fin. 1   | fin. 1 | fin. 2 |

| inițială |        |
| medială  |        |
| fin. 1   | fin. 2 |

| inițială | med. 2 | med. 2 |
| med.     | med. 2 | med. 2 |
| fin. 1   | fin. 1 | fin. 2 |

Blocurile se scriu întotdeauna în ordine fonetică — inițială-medială-finală. Așadar:
- silabele cu medială orizontală se scriu de sus în jos: 읍 eup;
- silabele cu medială verticală se scriu în sens orar: 쌍 ssang;
- silabele cu medială complexă schimbă direcțiile (jos-dreapta-jos): 된 doen;
- silabele cu finală complexă sunt scrise de la stânga la dreapta în partea de jos: 밟 balp.

### Forma blocurilor
În mod normal, blocul rezultat se înscrie în limitele unui pătrat de aceeași dimensiune și formă ca un hanja (caracter chinez) prin turtirea sau extinderea literelor pentru a atinge marginile pătratului; de aceea, o persoană nefamiliarizată cu cele două forme de scriere ar putea confunda textele scrise în hangul cu hanja sau cu text în chineză.
Cu toate acestea, unele fonturi apărute recent (de exemplu Eun, HY깊은샘물M, UnJamo) s-au deplasat spre practica europeană (de a fixa dimensiunea relativă a literelor și de a lăsa spațiu în locul pozițiilor nefolosite într-un bloc anume) și s-au depărtat de tradiția est-asiatică a caracterelor ce intră în blocuri pătrate (方块字). Aceste fonturi încalcă una sau mai multe reguli tradiționale:
- În loc să extindă inițiala pe verticală, ele lasă spațiu dedesubt dacă nu există medială orizontală/complexă și/sau finală.
- În loc să extindă mediala verticală (sau segmentul vertical al unei mediale complexe) pe verticală dacă nu există finală, ele lasă spațiu dedesubt. (În mod normal, se întâmplă des ca mediala verticală să se extindă în jos, depășind inițiala din stânga, ca un descendent în tipografia europeană.)
- În loc să extindă finala pe orizontală, ele lasă spațiu la stânga.
- În loc să extindă sau să spațieze fiecare bloc pentru a avea lățime fixă, ele permit lățimi variabile, astfel încât blocurile fără medială verticală/complexă și fără finală complexă să poată fi mai înguste decât blocurile cu.

Până acum, aceste fonturi au fost folosite mai mult ca accente de design pe afișe, semne sau în titluri și mai puțin pentru volume mari de text.

### Hangul liniar

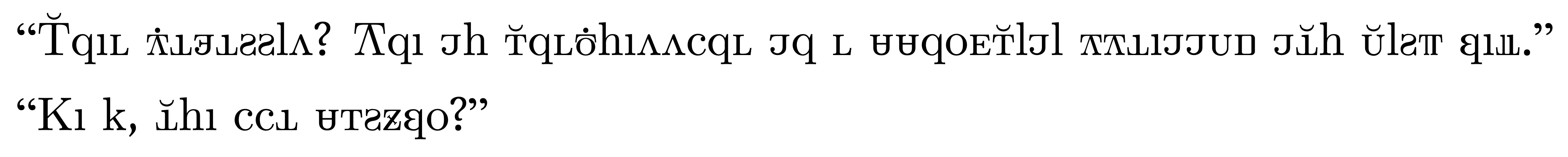
Computer Modern Unicode Oesol, un font pentru hangul liniar ce conține variante majuscule și minuscule ale literelor coreene, folosindu-se de zona pentru uz privat din Unicode. Textul este o pangramă care în mod obișnuit s-ar scrie:
“웬 초콜릿? 제가 원했던 건 뻥튀기 쬐끔과 의류예요.”
“얘야, 왜 또 불평?”
În traducere:
„— Ce ciocolată? Eu voiam doar niște pufuleți și haine.
— Copile, de ce te plângi iar?”

La începutul secolului al XX-lea a existat o mișcare minoră și fără succes de abolire a blocurilor silabice și de adoptare a scrierii individuale a literelor, înșiruite pe rânduri de la stânga la dreapta, în stil european, în locul practicii standard de 모아쓰기 (moasseugi – „scriere asamblată”); astfel, cuvântul 한글 (hangeul) s-ar scrie ㅎㅏㄴㄱㅡㄹ. Scrierea liniară se numește 풀어쓰기 (pureosseugi – „scriere dezasamblată”).
Tipograful avangardist Ahn Sang-soo a creat un font pentru expoziția Hangul Dada care, deși afișa literele secvențial, de la stânga la dreapta, reținea poziția verticală distinctă pe care ar fi avut-o fiecare caracter într-un bloc, spre deosebire de propunerile apărute cu un secol în urmă:
| ㅎ | ㅏ |    | ㄱ | ㅡ |  | ㄷ | ㅏ | ㄷ | ㅏ |
|    | ㅏ |    |    | ㅡ |  |    | ㅏ |    | ㅏ |
|    | ㄴ | ㄹ |    | ㅡ |  |    |    |    |    |

## Ortografie
Până în secolul al XX-lea, nu se stabilise o ortografie oficială pentru hangul. Din cauza liaisonului, a asimilării frecvente a consoanelor, a variantelor dialectale și a altor motive, un cuvânt coreean ar putea fi scris în mai multe moduri. Regele Sejong părea să prefere grafia morfofonemică (ce scoate în evidență rădăcinile) în detrimentul uneia fonetice (ce reprezintă cu acuratețe sunetele). Totuși, de la începuturile istoriei sale, hangul a fost dominat de scrierea fonemică. De-a lungul secolelor, ortografia a devenit parțial morfofonemică, mai întâi la substantive și mai apoi la verbe. Astăzi este pe cât posibil morfofonemică, acolo unde este practic. Diferența dintre romanizarea fonetică, ortografia fonemică și ortografia morfofonemică poate fi ilustrată cu ajutorul sintagmei motaneun sarami:
- Transcriere fonetică:

motaneun sarami
[mo.tʰa.nɯn.sa.ɾa.mi]
persoană care nu poate
- Transcriere fonemică:

모타는사라미
/mo.tʰa.nɯn.sa.la.mi/
- Transcriere morfofonemică:

못하는사람이
⫽mos-ha-nɯn-sa.lam-i⫽
- Glosă morfem cu morfem:

|  | 못–하–는             | 사람=이            |
|  | mot-ha-neun          | saram=i            |
|  | nu-poate-[atributiv] | persoană=[subiect] |

După Reforma Gabo din 1894, dinastia Joseon și, mai târziu, Imperiul Coreean au început să scrie toate documentele oficiale în hangul. Sub administrația guvernului, utilizarea corectă de hangul și hanja, inclusiv ortografia, a fost mereu discutată, până când Imperiul Coreean a fost anexat de Japonia în 1910.
Guvernatorul general al Coreei a popularizat scrierea într-o combinație de hanja și hangul ce fusese folosită spre sfârșitul dinastiei Joseon. Guvernul a reformat regulile ortografice în 1912, 1921 și 1930, făcându-le relativ fonemice.
Societatea de Hangul, fondată de Ju Si-gyeong, a anunțat o propunere pentru o ortografie nouă, puternic morfofonemică, în 1933, care a devenit prototipul ortografiilor contemporane din Coreea de Nord și de Sud. După împărțirea Coreei, Nordul și Sudul au făcut reforme separate de ortografie. Textul de ghidare pentru ortografia în hangul se numește 한글맞춤법 Hangeulmatchumbeop; ultima sa revizuire sud-coreeană a fost publicată în 1988 de către Ministerul Educației.

### Scrieri amestecate

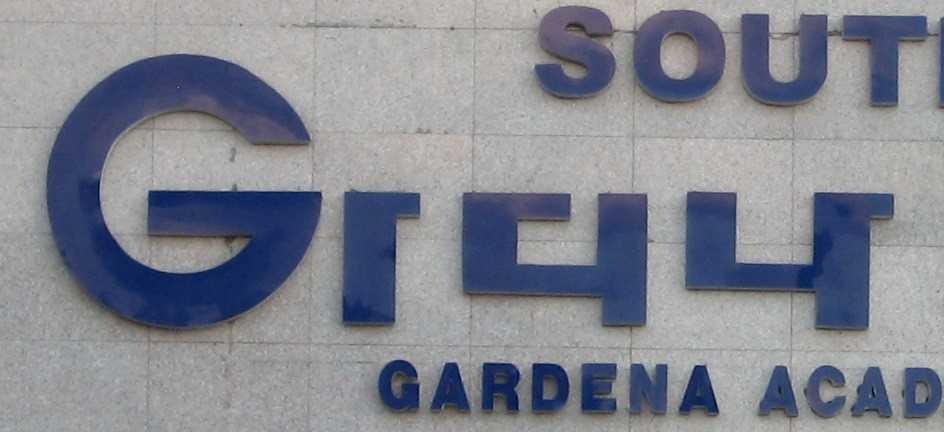
Semn din orașul american Gardena în hangul stilizat, cu G în latină. (A se compara acest G mare cu G-ul mai mic din „Gardena” scrisă exclusiv latin: G-ul mare fuzionează în dreapta jos cu ㄱ-ul din hangul, care ar transcrie în mod normal „Gardena”.)

Începând din perioada târzie a dinastiei Joseon, s-au folosit diverse sisteme ce amestecau hanja și hangul. În acele vremuri, hanja se foloseau pentru rădăcini lexicale, iar hangul, pentru inflexiuni și particule gramaticale, similar cu amestecul de kanji și kana din japoneză. Astăzi, pe de altă parte, hanja au fost aproape complet eradicate în Coreea de Nord, iar în Coreea de Sud, ele sunt folosite mai mult pentru paranteze la nume proprii și pentru dezambiguizarea omonimelor.
Și numeralele indo-arabice sunt combinate cu hangul, de exemplu: 2007년 3월 22일 (22 martie 2007). În cultura populară coreeană, pot fi folosite și cuvinte scrise în alfabetul latin, în scopuri artistice, ilustrative sau pentru împrumuturi încă neasimilate. Foarte rar se combină litere non-hangul în blocuri silabice, ca Gㅏ-ul din dreapta.

## Lizibilitate
Datorită grupării în silabe, cuvintele sunt mai scurte în scris decât ar fi omoloagele lor liniare, iar despărțirea în silabe este ușor vizibilă. Dat fiind că părțile componente ale silabei sunt caractere fonemice relativ simple, numărul mediu de linii pe caracter este mai mic decât la caracterele chinezești. Spre deosebire de silabare (cum ar fi kana în japoneză) sau de logogramele chinezești, care nu codează fonemele constituente ale silabei, complexitatea grafică a blocurilor silabice coreene variază direct proporțional cu complexitatea fonemică a silabei. Spre deosebire de kana, hanzi și alfabetele liniare (ca cele derivate din latină), ortografia coreeană permite cititorului să folosească, deopotrivă, câmpurile vizuale orizontal și vertical. În plus, din moment ce silabele coreene se reprezintă și ca colecții de foneme, și ca poligrame cu aspect unic, ele permit vorbitorilor să regăsească în vocabular diferite cuvinte și pe baza memoriei vizuale, și pe baza memoriei auditive. Totuși, la dimensiuni mici, blocurile silabice asemănătoare pot fi confundate: 홋/훗/흣 (hot/hut/heut), 퀼/퀄 (kwil/kwol), 홍/흥 (hong/heung), 핥/핣/핢 (halt/halp/halm).

## Stil

Patru stiluri de fonturi coreene, lângă stiluri latine analoage.

Hangul se poate scrie fie vertical, fie orizontal. Direcția tradițională de scriere este în coloane (de sus în jos) care continuă spre stânga. Scrierea orizontală pe model latin a fost promovată de Ju Si-gyeong, și a devenit extrem de populară.
În Hunminjeongeum, hangul a fost tipărit fără serife, în linii unghiulare de grosime egală. Acest stil se găsește în cărți publicate înainte de 1900 și în sculpturi în piatră (pe statui, de exemplu).
De-a lungul secolelor, s-a dezvoltat un stil caligrafic bazat pe scrierea cu pensula, folosind linii și unghiuri în același stil ca caligrafia coreeană tradițională. Acest stil se numește 궁체／宮體 gungche, care înseamnă „stil de palat”, fiindcă stilul a fost dezvoltat și utilizat în mare parte de servitoarele de la curtea dinastiei Joseon.
Stilurile moderne, mai potrivite pentru tipar, au fost dezvoltate în secolul al XX-lea. În 1993, au fost adoptate noi nume pentru stilurile myeongjo și gotic, când Ministerul Culturii a inițiat un efort de a standardiza termenii tipografici, iar numele 바탕 (batang – „fundal”) și 돋움 (dotum – „prim-plan”) au înlocuit, respectiv, vechii termeni. Acești termeni se folosesc și în Microsoft Windows ca denumiri de fonturi.
Un stil fără serife, cu linii de grosime egală, este des întâlnit în scrierea cu pixul și creionul și este deseori stilul preferat inițial de browserele web. Un avantaj minor al acestui stil este ușurința relativă de a distinge -eung de -ung chiar și la dimensiuni mici, fiindcă ㅇ ieung-ul final al acestor fonturi duce lipsă de un serif ce ar putea deruta prin asemănarea cu liniuța literei ㅜ u.

## Unicode
Blocurile Hangul Jamo (U+1100–U+11FF) și Hangul Compatibility Jamo (U+3130–U+318F) au fost adăugate la Standardul Unicode în iunie 1993, odată cu lansarea versiunii 1.1. Caracterele au fost mutate în pozițiile lor actuale în iulie 1993, odată cu lansarea versiunii 2.0.
Blocurile Hangul Jamo Extended-A (U+A960–U+A97F) și Hangul Jamo Extended-B (U+D7B0–U+D7FF) au fost adăugate la Standardul Unicode în octombrie 2009, odată cu lansarea versiunii 5.2.
Caracterele hangul de compatibilitate între paranteze (U+3200–U+321E) și încercuite (U+3260–U+327E) se află în blocul Enclosed CJK Letters and Months:
Caracterele hangul de compatibilitate de lățime înjumătățită se află în blocul Halfwidth and Fullwidth Forms:
Hangul în alte blocuri din Unicode:
- Semnele diacritice pentru coreeana medievală[76][77][78] se află în blocul CJK Symbols and Punctuation:  〮 (U+302E),  〯 (U+302F).
- 11 172 de silabe hangul precompuse formează blocul Hangul Syllables (U+AC00–U+D7A3).